# Cléden-Poher
Cléden-Poher [kledɛ̃  pɔεʁ] une commune du département du Finistère, dans la région Bretagne, en France.
Le terme Poher - nom du pays environnant - a été ajouté au nom de la commune afin de distinguer celle-ci de Cléden-Cap-Sizun, autre commune du Finistère.

## Géographie

### Localisation
Cléden-Poher, comme son nom l'indique, fait partie du Poher. La commune est dans le centre-est du Finistère. Le chef-lieu de la commune se trouve à 8 kilomètres à l'ouest de Carhaix-Plouguer, à 40 km au sud-est de Morlaix et à 42 kilomètres  au nord-est de Quimper, sa préfecture de rattachement. Elle est située au sud du parc naturel régional d'Armorique distant d'une douzaine de kilomètres.
|           | Kergloff     | Kergloff     |
| Landeleau | Cléden-Poher | Saint-Hernin |
| Landeleau | Saint-Hernin | Saint-Hernin |

### Relief
Le finage communal est compris entre 155 mètres et 53 mètres d'altitude, l'essentiel du territoire communal étant aux alentours de la centaine de mètres.
| - Carte topographique de la commune de Cléden-Poher. |

### Transports
La RN 164, aménagée en voie express, traverse la commune suivant un axe Nord-Est Sud-Ouest, la coupant en deux parties.

### Hydrographie
Pour un article plus général, voir Réseau hydrographique du Finistère.
La commune est située dans le bassin Loire-Bretagne. La commune est traversée par l'Aulne et son affluent de rive gauche l'Hyères, donc par le canal de Nantes à Brest, certes désaffecté, qui emprunte le tracé de ces cours d'eau dont les vallées sont encaissées d'une cinquantaine de mètres par rapport au plateau avoisinant. L'Aulne et l'Hyères confluent à Pont-Triffen, non loin du château de Pratulo. Le ruisseau de lostanlen, le ruisseau de Pont guennou et divers autres petits cours d'eau complètent le réseau,.
L'Aulne, d'une longueur de 144 km, prend sa source dans la commune de Lohuec et se jette  dans la rade de Brest en limite de Landévennec et de Rosnoen, après avoir traversé 27 communes.  Les caractéristiques hydrologiques de l'Aulne sont données par la station hydrologique située sur la commune. Le débit moyen mensuel est de 14,7 m3/s. Le débit moyen journalier maximum est de 223 m3/s, atteint lors de la crue du 26 janvier 1995. Le débit instantané maximal est quant à lui de 302 m3/s, atteint le 13 décembre 2000.
Le canal de Nantes à Brest est un canal, chenal et un estuaire et un cours d'eau naturel navigable sur une grande partie de son cours, d'une longueur de 364 km. Il prend sa source dans la commune de Nort-sur-Erdre et se jette  dans la Loire à Nantes.  Les caractéristiques hydrologiques du canal de Nantes sont données par la station hydrologique située sur la commune. Le débit moyen mensuel est de 8,56 m3/s. Le débit moyen journalier maximum est de 167 m3/s, atteint lors de la crue du 13 décembre 2000. Le débit instantané maximal est quant à lui de 220 m3/s, atteint le même jour.
L'Hyère, d'une longueur de 48 km, prend sa source dans la commune de Callac et se jette  dans l'Aulne en limite de Spézet et de Cléden-Poher, après avoir traversé 15 communes.

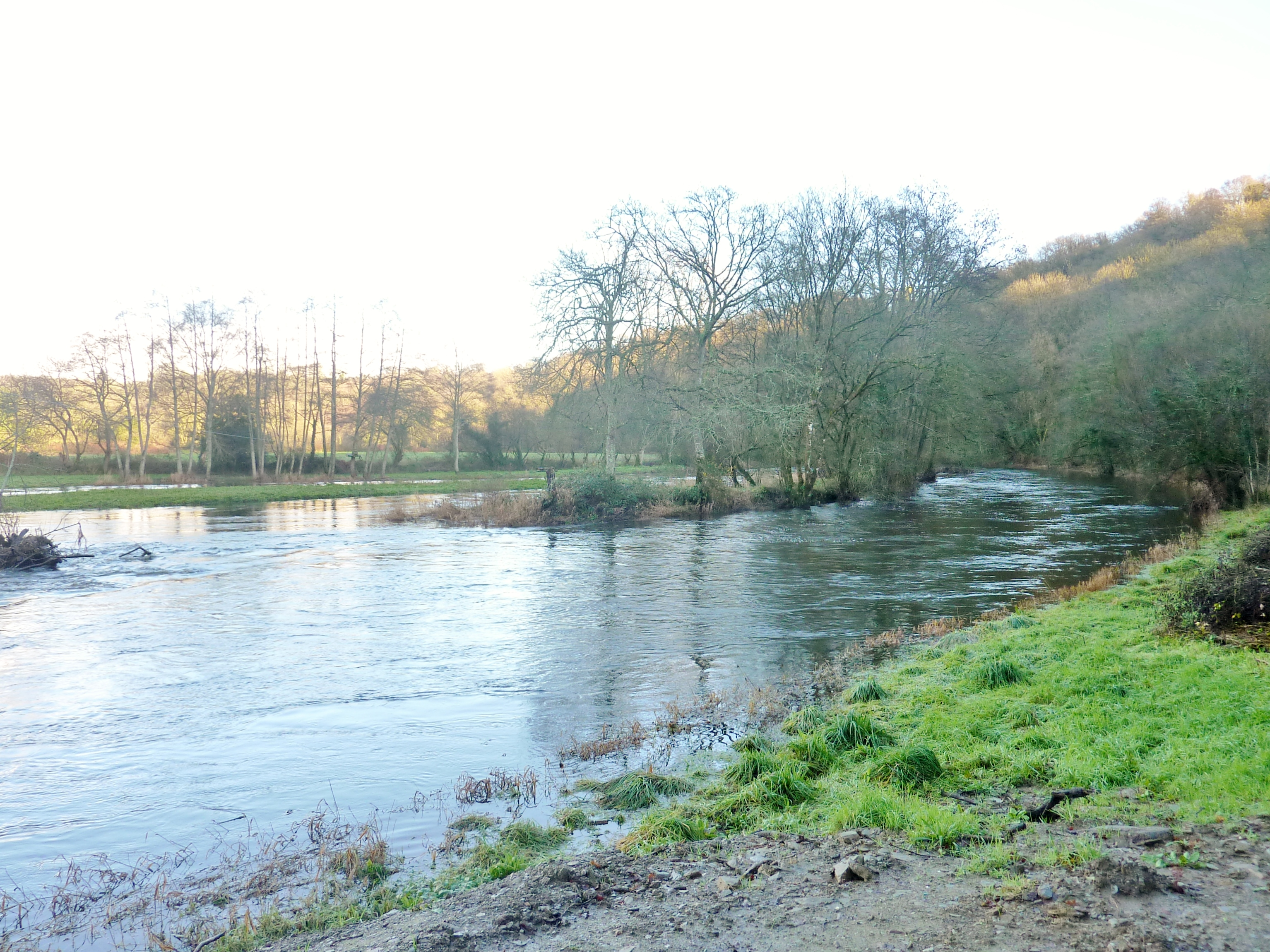
L'Aulne juste en amont du moulin en ruine de la Roche.
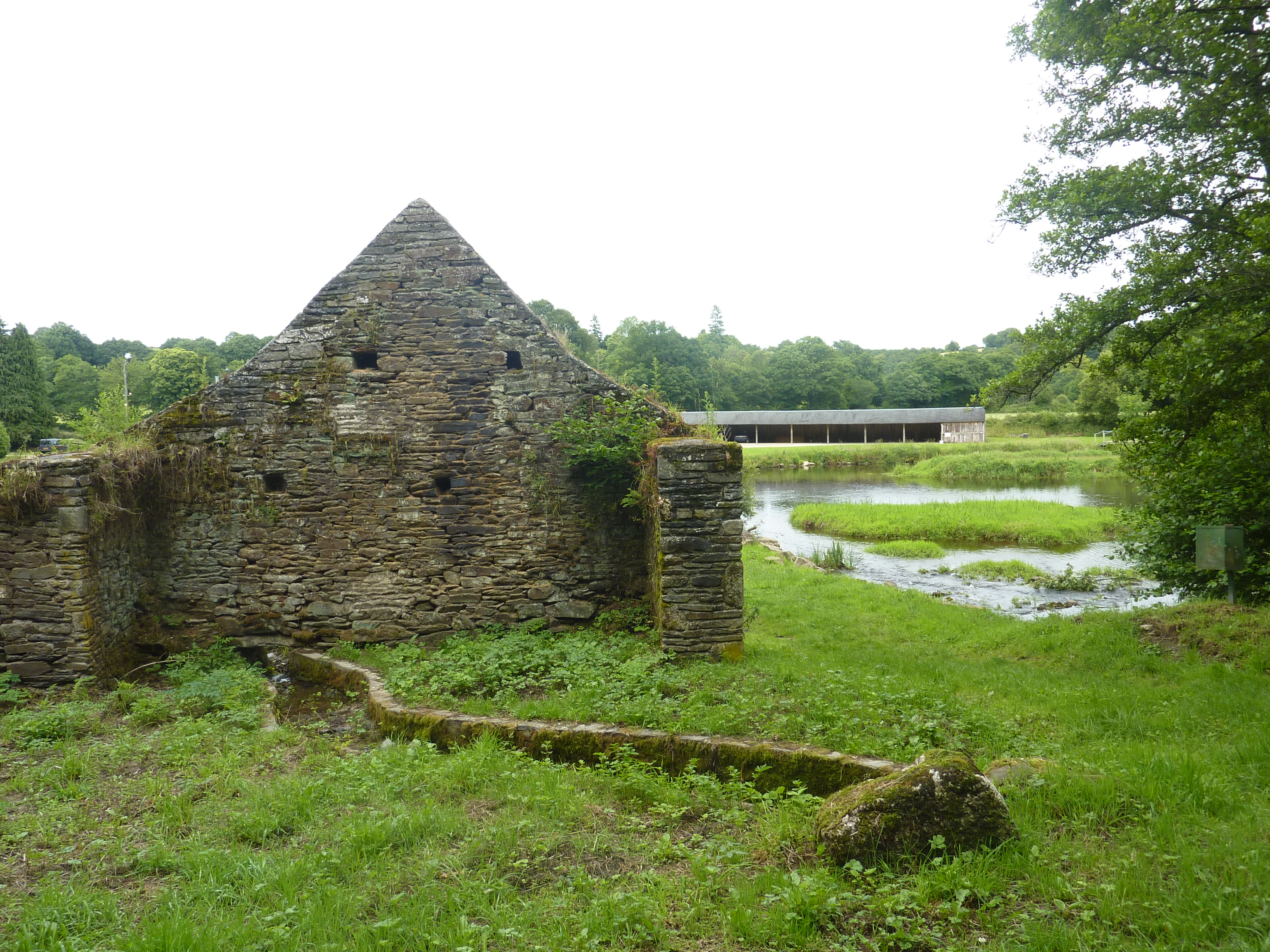
Le moulin de la Roche (en ruine) sur les bords de l'Aulne, en amont de Pont-Triffen.
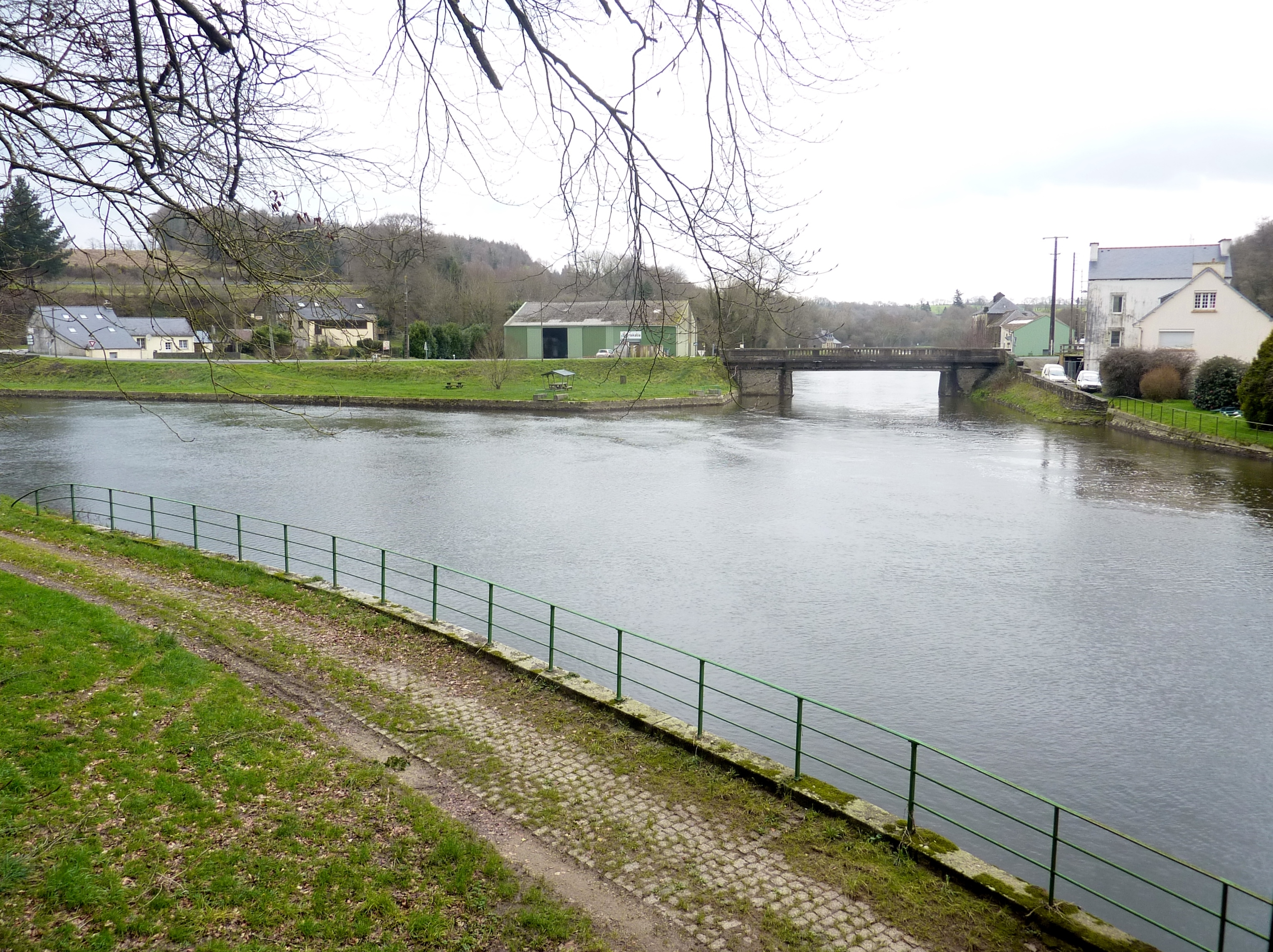
La confluence entre l'Aulne et l'Hyères à Pont-Triffen (canal de Nantes à Brest).
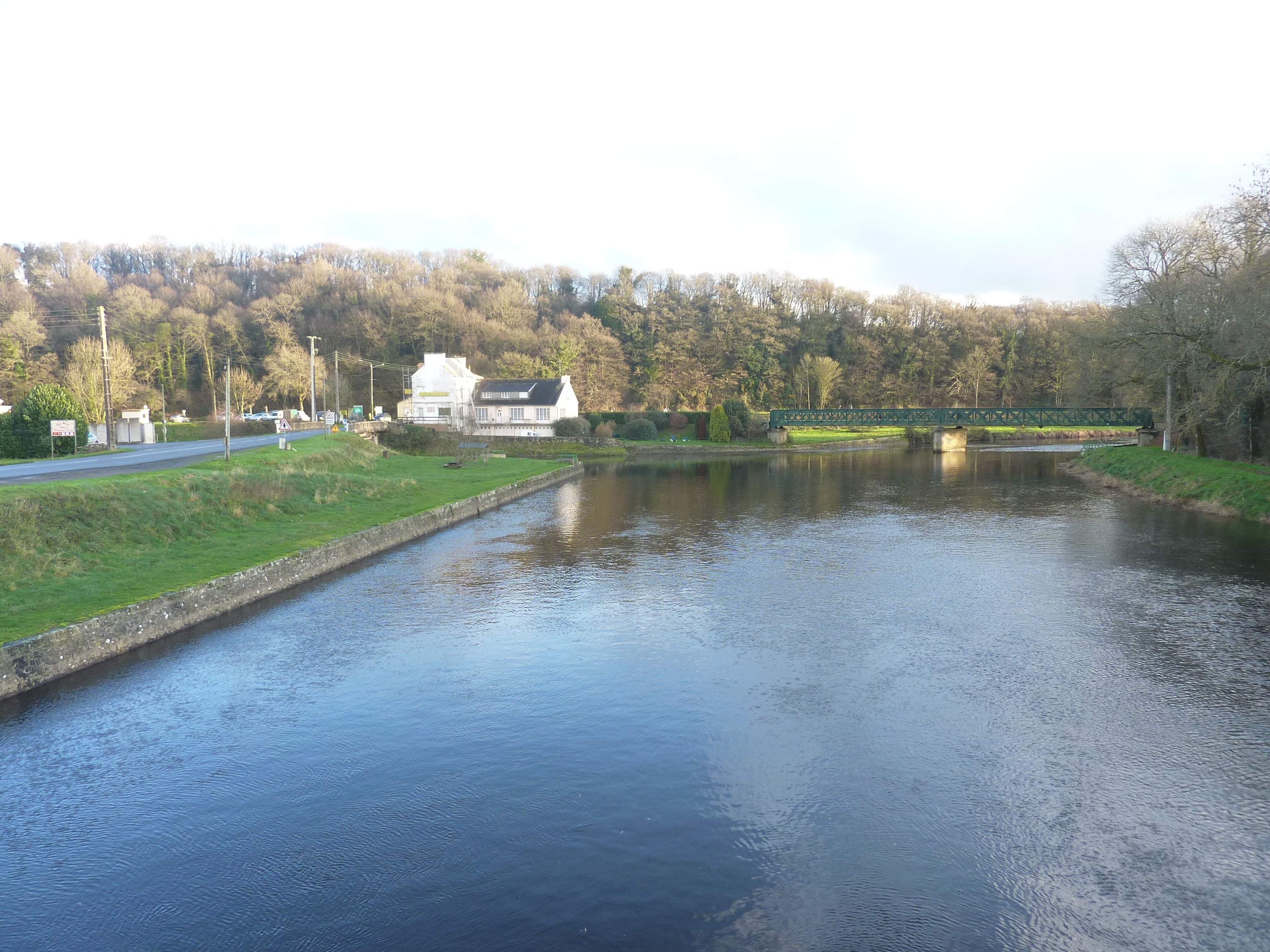
L'Aulne (canal de Nantes à Brest) à Pont-Triffen (juste en aval de la confluence avec l'Hyères).

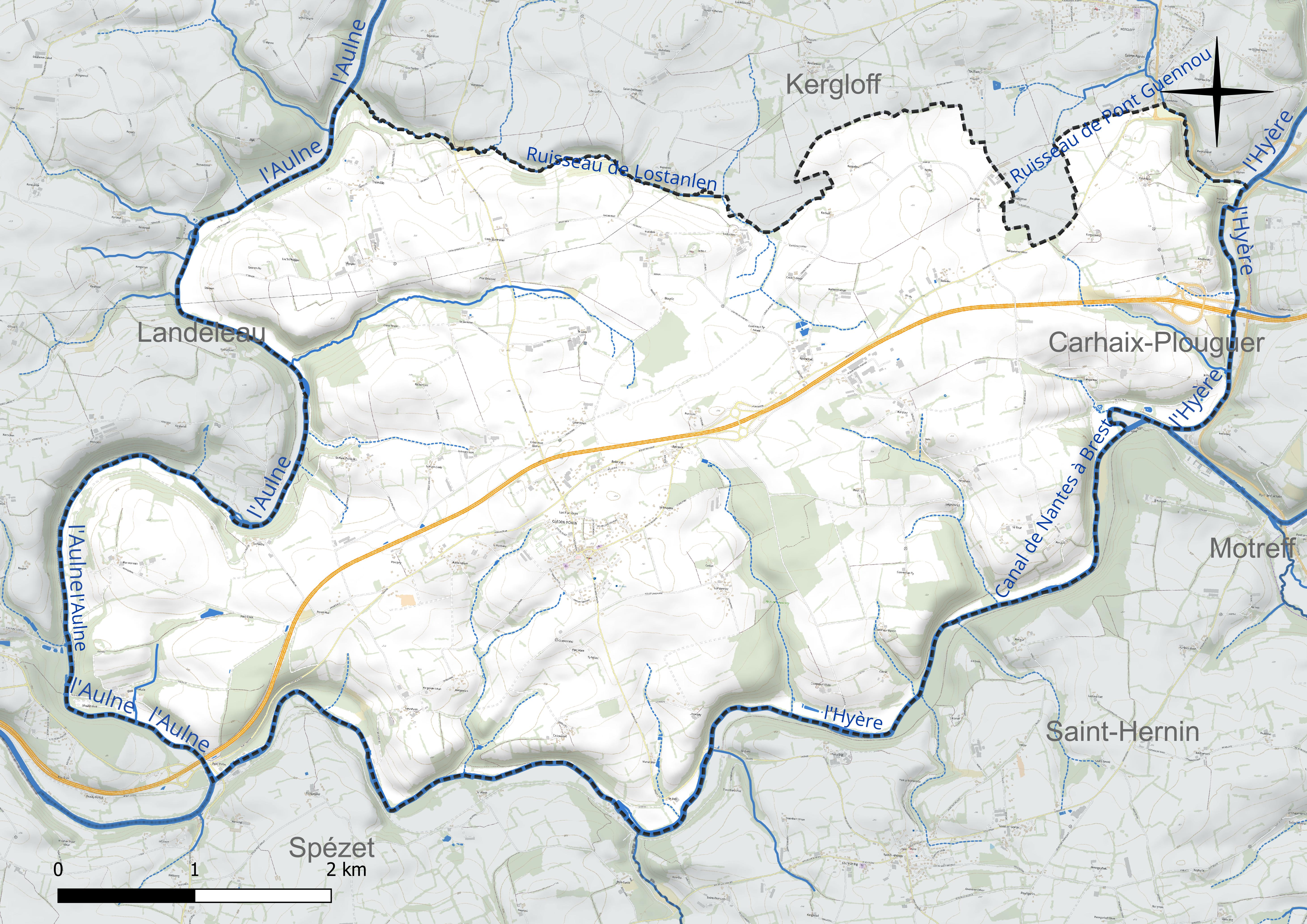
Réseau hydrographique de Cléden-Poher.

### Climat
Pour des articles plus généraux, voir Climat de la Bretagne et Climat du Finistère.
En 2010, le climat de la commune est de type climat océanique franc, selon une étude du CNRS s'appuyant sur une série de données couvrant la période 1971-2000. En 2020, Météo-France publie une typologie des climats de la France métropolitaine dans laquelle la commune est exposée à un climat océanique et est dans la région climatique Finistère nord, caractérisée par une pluviométrie élevée, des températures douces en hiver (6 °C), fraîches en été et des vents forts. Parallèlement l'observatoire de l'environnement en Bretagne publie en 2020 un zonage climatique de la région Bretagne, s'appuyant sur des données de Météo-France de 2009. La commune est, selon ce zonage, dans la zone « Monts d'Arrée », avec des hivers froids, peu de chaleurs et de fortes pluies.
Pour la période 1971-2000, la température annuelle moyenne est de 11 °C, avec une amplitude thermique annuelle de 11,6 °C. Le cumul annuel moyen de précipitations est de 1 168 mm, avec 16,4 jours de précipitations en janvier et 8,3 jours en juillet. Pour la période 1991-2020, la température moyenne annuelle observée sur la station météorologique la plus proche, située sur la commune de Carhaix-Plouguer à 9 km à vol d'oiseau, est de 11,4 °C et le cumul annuel moyen de précipitations est de 1 112,4 mm,. Pour l'avenir, les paramètres climatiques de la commune estimés pour 2050 selon différents scénarios d'émission de gaz à effet de serre sont consultables sur un site dédié publié par Météo-France en novembre 2022.

## Urbanisme

### Typologie
Au 1er janvier 2024, Cléden-Poher est catégorisée commune rurale à habitat dispersé, selon la nouvelle grille communale de densité à 7 niveaux définie par l'Insee en 2022.
Elle est située hors unité urbaine. Par ailleurs la commune fait partie de l'aire d'attraction de Carhaix-Plouguer, dont elle est une commune de la couronne,. Cette aire, qui regroupe 18 communes, est catégorisée dans les aires de moins de 50 000 habitants,.

### Occupation des sols
L'occupation des sols de la commune, telle qu'elle ressort de la base de données européenne d'occupation biophysique des sols Corine Land Cover (CLC), est marquée par l'importance des territoires agricoles (85 % en 2018), une proportion sensiblement équivalente à celle de 1990 (84,2 %). La répartition détaillée en 2018 est la suivante :
terres arables (57,6 %), zones agricoles hétérogènes (21,3 %), forêts (11,2 %), prairies (6,1 %), zones urbanisées (2,7 %), zones industrielles ou commerciales et réseaux de communication (1,1 %). L'évolution de l'occupation des sols de la commune et de ses infrastructures peut être observée sur les différentes représentations cartographiques du territoire : la carte de Cassini (XVIIIe siècle), la carte d'état-major (1820-1866) et les cartes ou photos aériennes de l'IGN pour la période actuelle (1950 à aujourd'hui).

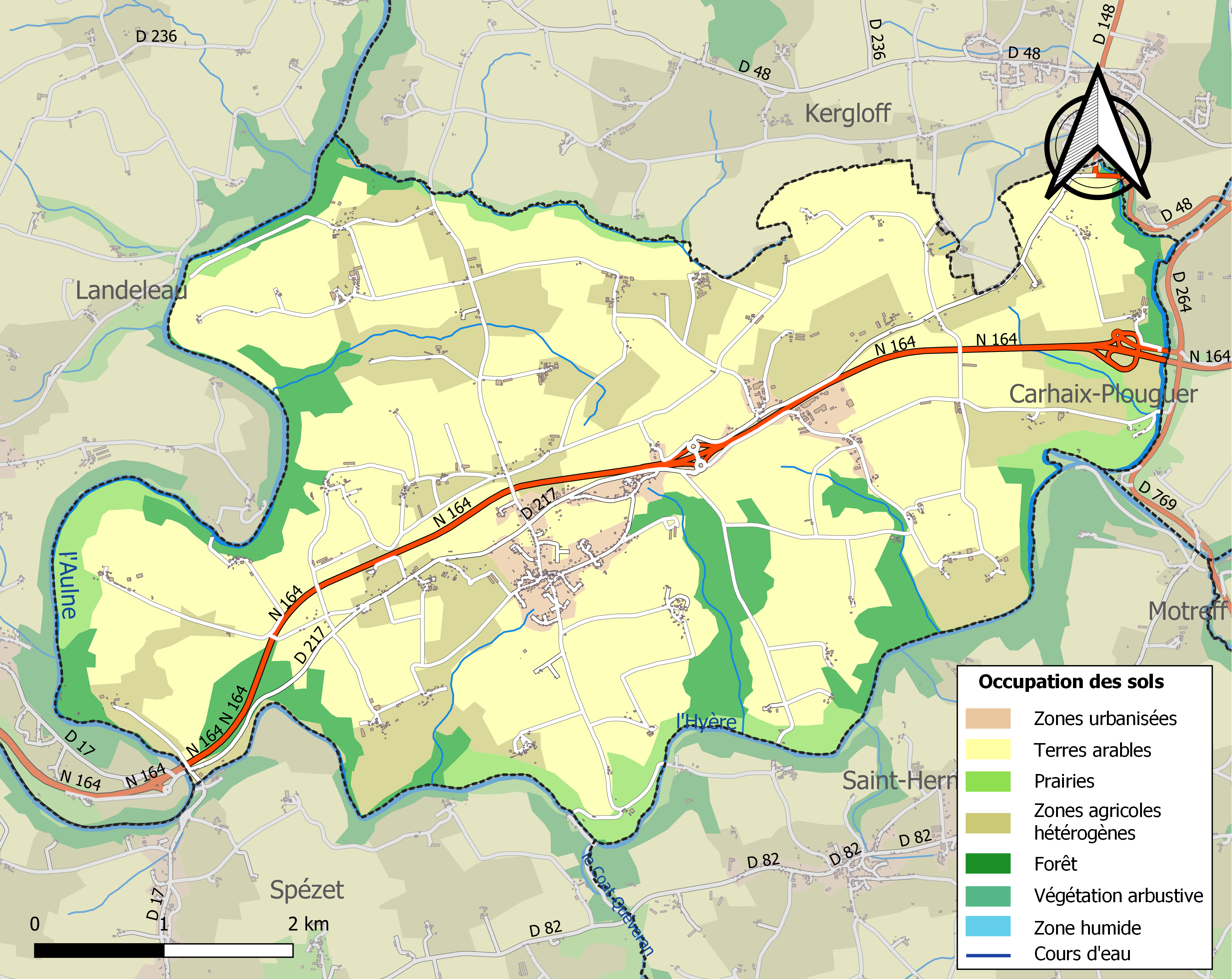
Carte des infrastructures et de l'occupation des sols de la commune en 2018 (CLC).

## Histoire

### Étymologie et origines
Cléden-Poher fit partie de la paroisse primitive de l'Armorique de Poullaouen, puis, celle-ci démembrée, elle engloba la trève de Kergloff. La mention la plus ancienne de Cléden se trouve dans le cartulaire de Redon et date de 1108 sous le nom de Parrochia Cleven. Au XIIe siècle, le lieu est dénommé Roc'h Cletguenn avant d'être mentionné Cetguen Pochër dans le cartulaire de Quimper en 1363, le nom provenant du saint breton « Cleden » ou « Cletguen » (en gallois « Clydwyn (en)
 », qui aurait vécu au VIe siècle.), et du nom de la région Poucaër (devenu Poher, c'est-à-dire la région de Carhaix). Les vestiges de cette forteresse se trouvent sur une plate-forme dominant l'Aulne et consistent en un camp triangulaire et une motte féodale. Dans le pouillé de l'évêché de Cornouaille de 1368, la paroisse est dénommée Cletguen Pocher. En 1793, la commune est dénommée Cléden-Pohef lors de sa création (erreur typographique ?).

### Antiquité
La voie romaine allant d'Alet à la Pointe du Raz, pour sa section entre Carhaix (Vorgium) et Douarnenez passait à Coatmeur-Ty-Creis, au sud de La Haye et de La Roche, à Kermorvan, puis au bourg de Landeleau pour se diriger vers Châteauneuf en passant par Keryvon et Pont-Pol.

### Moyen Âge
Vers 1380, Cléden possédait les manoirs de Scaër [Staër] (qui appartenait alors à Jean de Kerdreffet), de Kersaliou (à Thomas de Saint-Noué) et du Cranmeur.
Le château de Pratulo fut construit en 1420 par un prince de la maison des Douglas proche du roi d'Écosse Jacques Ier envoyé en France soutenir le roi Charles VII et qui tomba amoureux de la dame de Pratulo. Le moulin construit à proximité lui doit aussi son nom : appelé initialement « Meilh Douglas », ce moulin implanté sur l'Aulne a vu son nom au fil du temps se transformer en « Meilh Glas » (« Moulin Vert » en français).

### Gilles de Kerampuil (1530-1578)
Gilles de Kerampuil, de son vrai nom Gilles de Saisy de Kerampuil, est né vers 1530, fils de Jean I de Kerampuil et de Marie de Kerprigent. De vieille famille noble française du Nivernais établie en Bretagne depuis le milieu du XIVe siècle, orphelin jeune, il fit probablement des études à Paris et, entré dans les ordres, devint chanoine de la collégiale Saint-Trémeur de Carhaix où sa présence est attestée en 1568 et 1569. Il fut ensuite recteur de Cletguen (Cléden-Poher), de Motreff et de Tréogan. On lui doit probablement le calvaire, les bas-reliefs du chœur et du grand autel, sans doute aussi le clocher de l'église. Il a aussi acquis des terres, entre autres en 1572 « le manoir et terre noble de La Haye » situés à Cléden-Poher.
Il part à Paris et écrit vers 1570 « Heures bretonnes », ouvrage qui se trouve à la Bibliothèque nationale, traduit en breton le catéchisme de Canisius et le Pater Noster. Revenu à Cléden-Poher, il tombe malade alors qu'il était reparti vers Paris et alors qu'il venait juste d'être nommé à l'évêché de Vannes. Cinq jours avant sa mort, il rédige son testament où il fait don de ses biens répartis entre de nombreuses personnes et paroisses de la région. Il prévoit à sa mort de donner « troys mullons de bled » (blé) déjà battu « aux croyement pauvres et mandians de la dicte paroisse de Cletguen (Cléden-Poher), Kerahès (Carhaix) et Kergloff, scavoyr de la moictyé à Kerahes, et l'aultre moictyé aux deux aultres, et leur estre renduz en leurs maisons ». Son testament prévoit aussi que « toute la filiacze (fillasse) qu'il a en la dicte paroisse de Cletguen ordonne estre distribuée à tous les pauvres d'ycelle, à chacun deux livres ».
Il est enterré dans le couvent de Bonne Nouvelle à Rennes, ville où il est mort le 29 septembre 1578.

### Temps modernes

#### Les guerres de la Ligue
Entre 1589 et 1598, comme tout le Poher, Cléden-Poher fut concernée par les guerres de la Ligue : en Bretagne à l'époque, les Ligueurs sont dirigés par Philippe-Emmanuel de Lorraine, duc de Mercœur et gouverneur de la province. Carhaix et les paroisses voisines dont Cléden-Poher, sont alors sous l'influence des Ligueurs. En représailles, le procureur du Roi Jan de Kerampuil décide de lever un impôt aux paroisses de la juridiction de Carhaix qui auront adhéré « aux ennemis de Sa Majesté et émancipées de son obéissance, du nombre desquelles il a présentement nommez estre ladite ville de Carhaix avec ses faubourgs, la paroisse de Plouguer, Moustoir, Trébrivan, Plévin, Motreff, Quelen(Locarn), Duault, & Landugen, Le Loc'h, Tréogant, Spézet, Mael-Pestivien, Botmel & Callac, Plusquellec, Calanhel, Plourach, Carnoët, Scrignac & Bolazec, Poulaouen, Plounévézel & Kergloff », entre autres pour « le payement de la garnison de Quintin ». Cléden-Poher ne figure donc pas dans la liste des paroisses devant paye en tout 3000 écus mais la trève de Kergloff qui dépendait alors de Cléden-Poher, est citée et condamnée à acquitter 100 écus. On ne sait pas si ces sommes furent effectivement versées.
En 1593, pendant les Guerres de la Ligue, des paysans de Landeleau, de Cléden, de Spézet, de Loqueffret, de Lennon et de plusieurs autres bourgs participèrent au siège du château du Granec en Landeleau alors tenu par le brigand Guy Éder de La Fontenelle, qui en tua environ huit cents.
En 1652 et à nouveau en 1679, le célèbre prédicateur Julien Maunoir prêche des Missions à Cléden-Poher. C'est le curé de Cléden-Poher, Falchier, qui prononça son oraison funèbre fin janvier 1683 à Plévin.

#### La Révolte des Bonnets rouges
Cette commune est connue pour des faits liés à la Révolte des Bonnets rouges en 1675, conduite par Sébastien Le Balp, originaire de la trève de Kergloff. Deux habitants de la paroisse furent exclus de l'amnistie de 1676.

#### Pratulo auxXVIIesiècleetXVIIIesiècle
Pratulo, resté aux mains des descendants de la maison de Douglas tombe en quenouille vers 1650, l'héritière épousant le marquis Jean de Muzillac ; Pratulo reste aux mains de la famille de Muzillac pendant plusieurs générations, jusqu'à sa vente en 1806 au comte Joseph François Bonabe Jégou du Laz et à son épouse Marie-Angèle-Françoise-Émilie de Poulpiquet de Coetlez.
Avant 1789 Cléden relevait pour partie de la seigneurie du Kergoat [en Saint-Hernin] (qui appartenait à la famille de Roquefeuille) et de celle de Kergloff du Tymeur (à la famille de Plœuc).

### LeXIXesiècle

#### Vie rurale traditionnelle
« Ce territoire, plein de coteaux, vallons et montagnes, est très peu cultivé ; la mauvaise qualité du sol, qui est pierreux et plein de rochers, ne pourrait pas dédommager les cultivateurs des peines qu'ils prendraient à cet égard » écrit Ogée en 1780, en parlant de Cléden-Poher.
En 1843, selon Marteville et Varin, pour une superficie totale de 2 984 hectares, les terres labourables occupent 1 456 ha, les prés et pâturages 173 ha, les bois 127 ha, les landes et incultes 1 019 ha. Les moulins sont alors au nombre de 5 (du Glas, du Staër, de Cabornès, à eau).
En 1887 la commune de Cléden-Poher fut dans l'obligation de construire une école publique de garçons afin de respecter la loi du 30 octobre 1886 sur les constructions d'office qui oblige les communes dépourvues d'école publique à en construire une.

#### La vie paroissiale
L'abbé Jean Kerscaven fut curé de Cléden-Poher pendant 38 ans entre 1873 et 1911 (il avait été précédemment vicaire à Logonna-Daoulas, puis à Carhaix). Il fit construire notamment un nouveau presbytère, s'opposa aux lois anticléricales du gouvernement d'Émile Combes (son traitement fut alors supprimé) et créa une école de filles avec un pensionnat.

### Le XX

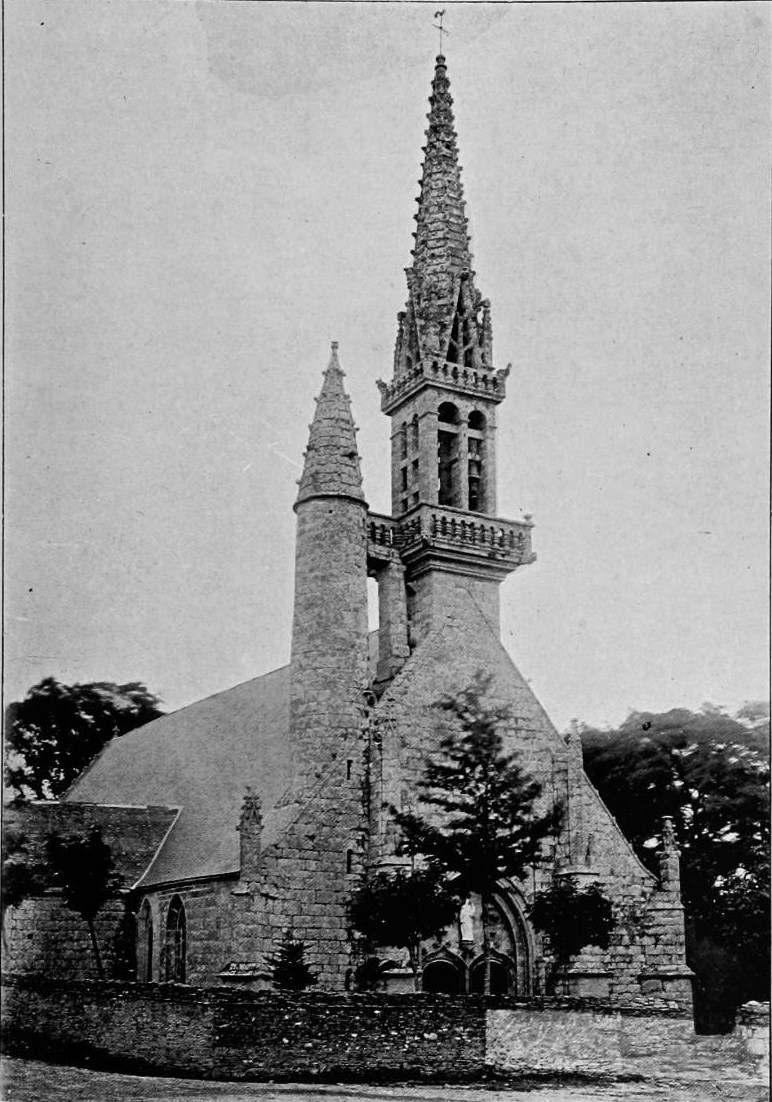
L'église paroissiale de Cléden-Poher en 1896.

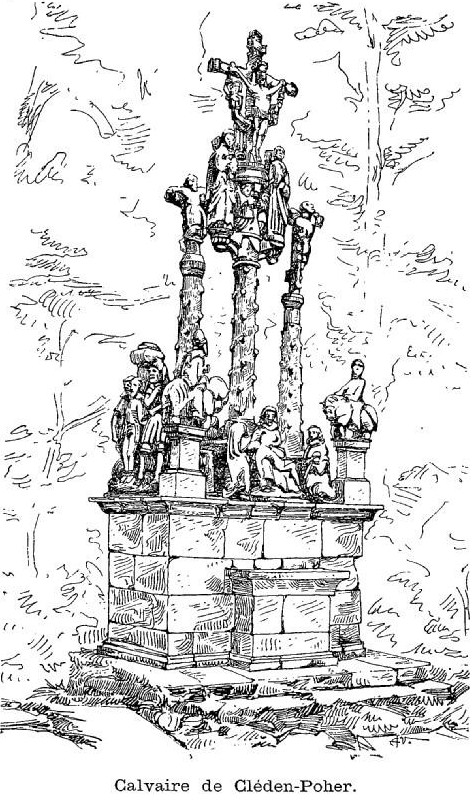
Le calvaire de Cléden-Poher en 1902.

### LeXXesiècle

#### Le début duXXesiècle
Le 6 mai 1900, le parti libéral catholique remporte à nouveau les élections municipales.
En 1901, une épidémie de dysenterie sévit à Cléden-Poher y faisant environ 80 malades et y provoquant 9 décès. « Cette épidémie est attribuée à la sécheresse des dernières années. Les puits et les fontaines étaient à sec, et la population a fait usage d'eaux malsaines. En outre, l'encombrement et la malpropreté des maisons sont devenus des facteurs importants de la maladie ».
Par arrêté du préfet du Finistère, l'école publique de Cléden-Poher, tenue jusque-là par les religieuses des Filles du Saint-Esprit, est laïcisée le 6 septembre 1902. Le 26 décembre 1902 trois religieuses de la Congrégation du Saint-Esprit furent condamnées à des peines d'amende par le tribunal de Châteaulin pour avoir maintenu ouvert des écoles congréganistes à Plomodiern, Cléden-Poher et Cast en dépit de la loi sur les congrégations.
Le comte du Laz, maire de Cléden-Poher, adresse en 1902 la lettre suivante au Préfet du Finistère : « Regrettant profondément la laïcisation de notre école de filles qui a été ordonnée sans nous consulter et très reconnaissants aux  sœurs du Saint-Esprit de leur dévouement désintéressé depuis quarante-quatre ans, nous avons le regret de vous adresser notre démission ». Le maire fut suspendu puis révoqué pour avoir émis cette protestation. Il fut réélu ainsi que les membres de sa liste lors des élections municipales qui furent organisées en novembre 1902 obtenant 373 voix pour 374 votants.
En 1906, le comte Jegou du Laz fait construire un château moderne à Pratulo, lequel brûla en 1946.
Une ardoisière était exploitée au Ster par Paul Derrien, directeur des Ardoisières de l'Ouest. Son exploitation cessa en 1906 à la suite d'un accident qui fit un mort, survenu en 1905.
Le 22 octobre 1907, la foudre tombe sur le clocher de l'église qui s'écroule ; les cloches ont en partie fondu. Une maison voisine a également été détruite. « Le clocher à jour a été rebâti sur le même plan que l'ancien, mais plus élancé encore (...) grâce à la générosité du maire de Cléden, le comte Jegou du Laz, l'un des plus gros propriétaires de la région et l'intelligente activité du recteur ».

#### La Première Guerre mondiale
Cléden-Poher est une des rares communes de France à ne pas avoir édifié de monument aux morts après la Première Guerre mondiale ; selon une liste dressée par le curé et se trouvant dans l'église paroissiale, 85 soldats originaires de Cléden-Poher sont morts pour la France pendant ce conflit ; trois d'entre eux (François Bernard, Marc Jézéquel, Joseph Morvan) sont morts en captivité en Allemagne ; un (Guillaume Clarec) est mort alors qu'il était interné en Suisse ; Jean Derrien est mort lors de la bataille de Sedd-Ul-Bahr ; les autres sont décédés sur le sol français : parmi eux, Yves Guével, Fernand Jégou du Laz et Pierre Le Moal ont été décorés de la Médaille militaire et de la Croix de guerre, Adolphe Jégou du Laz de la Croix de guerre et de la Légion d'honneur, Jean Le Guern de la Croix de guerre.

#### L'Entre-deux-guerres

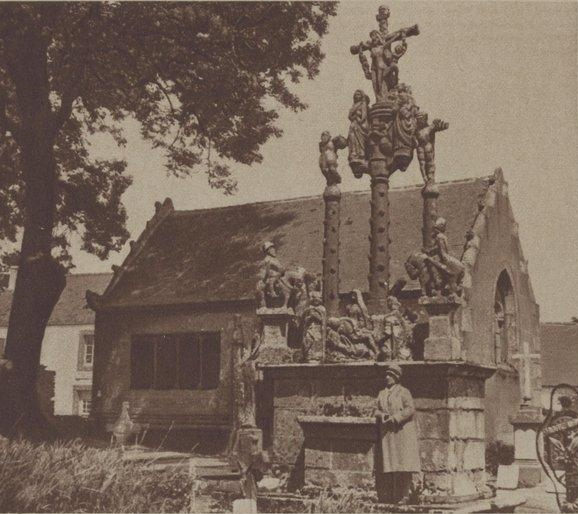
Le calvaire et l'ossuaire de Cléden-Poher en 1936 (revue du Touring-club de France).

#### LaSeconde Guerre mondiale
Selon la liste apposée par le curé au sein de l'église paroissiale, 10 personnes originaires de Cléden-Poher sont mortes pour la France pendant la Seconde Guerre mondiale, deux d'entre elles au moins (Yves Boudin et François Braban) étant des marins disparus en mer. Cette liste ne comprend pas Joseph-Louis Madec, né le 20 janvier 1902 à Cléden-Poher, terrassier, domicilié au Havre, membre de l'OS, arrêté pour avoir saboté un câble souterrain et fusillé par les Allemands le 18 mai 1941 à Rouen, ni Émile Goacolou, né le 1er mars 1924 à Cléden-Poher, déporté le 6 avril 1944 depuis Compiègne vers le camp de concentration de Mauthausen et mort le 10 mars 1945 dans celui de Gusen.
Le 11 mai 1944 vers 17h30, un groupe d'une quinzaine d'avions mitraille le bourg de Cléden-Poher, atteignant deux véhicules, dont un allemand ; l'autre véhicule transportait une dizaine d'enfants revenant d'un examen : cinq enfants et une religieuse sont grièvement blessés.

#### L'après Seconde Guerre mondiale
Le pardon de Cléden-Poher était encore très fréquenté vers 1950.

## Démographie
Selon Ogée, vers 1780, la paroisse avait 2 000 « communiants », mais elle englobait alors la trève de Kergloff.
L'évolution du nombre d'habitants est connue à travers les recensements de la population effectués dans la commune depuis 1793. Pour les communes de moins de 10 000 habitants, une enquête de recensement portant sur toute la population est réalisée tous les cinq ans, les populations de référence des années intermédiaires étant quant à elles estimées par interpolation ou extrapolation. Pour la commune, le premier recensement exhaustif entrant dans le cadre du nouveau dispositif a été réalisé en 2005.
En 2022, la commune comptait 1 135 habitants, en évolution de −0,61 % par rapport à 2016 (Finistère : +2,16 %, France hors Mayotte : +2,11 %).
| 1793  | 1800  | 1806  | 1821  | 1831  | 1836  | 1841  | 1846  | 1851  |
| ----- | ----- | ----- | ----- | ----- | ----- | ----- | ----- | ----- |
| 1 054 | 1 055 | 1 111 | 1 158 | 1 397 | 1 469 | 1 497 | 1 521 | 1 607 |

| 1856  | 1861  | 1866  | 1872  | 1876  | 1881  | 1886  | 1891  | 1896  |
| ----- | ----- | ----- | ----- | ----- | ----- | ----- | ----- | ----- |
| 1 537 | 1 569 | 1 520 | 1 444 | 1 566 | 1 684 | 1 756 | 1 716 | 1 775 |

| 1901  | 1906  | 1911  | 1921  | 1926  | 1931  | 1936  | 1946  | 1954  |
| ----- | ----- | ----- | ----- | ----- | ----- | ----- | ----- | ----- |
| 1 747 | 1 899 | 1 807 | 1 793 | 1 734 | 1 629 | 1 486 | 1 451 | 1 161 |

| 1962  | 1968  | 1975  | 1982  | 1990  | 1999  | 2005  | 2006  | 2010  |
| ----- | ----- | ----- | ----- | ----- | ----- | ----- | ----- | ----- |
| 1 125 | 1 064 | 1 011 | 1 118 | 1 130 | 1 047 | 1 031 | 1 030 | 1 094 |

| 2015  | 2020  | 2022  | - | - | - | - | - | - |
| ----- | ----- | ----- | - | - | - | - | - | - |
| 1 134 | 1 138 | 1 135 | - | - | - | - | - | - |

Commentaire : Après une augmentation régulière de sa population dans la première moitié du XIXe siècle (gain de 553 habitants en 48 ans entre 1793 et 1851), la commune enregistre un léger déclin démographique pendant le troisième quart du XIXe siècle (- 163 habitants en 21 ans entre 1851 et 1872) avant enregistrer une nouvelle croissance démographique entre 1872 et 1906 (+ 455 habitants en 34 ans) qui culmine en 1906 avec 1 899 habitants. La population décline de manière continue pendant la majeure partie du XXe siècle, perdant 888 habitants en 69 ans de 1906 à 1975. Les décennies récentes montrent par delà de modestes fluctuations peu significatives une stabilisation de la population à un niveau légèrement supérieur à 1 000 habitants. En 2005, la commune restait un peu moins peuplée qu'en 1793. La densité reste modeste, autour de 35 habitants par km2.
L'examen des soldes naturel et migratoire illustre la stabilisation de la population communale : selon le dernier recensement de l'Insee, pour la période 1999-2007, ils sont tous les deux nuls (0 %) alors qu'ils étaient tous les deux légèrement négatifs pour l'intervalle intercensitaire précédent. Des logements neufs sont toutefois désormais construits en nombre non négligeable : 42 logements supplémentaires en 2007 par rapport à 1999.
La structure par âges de la population montre toutefois une population assez âgée : en 2007, les 65 ans et plus forment 24,1 % de la population alors que les moins de 15 ans ne représentaient que 16,2 %.

## Lieux et monuments

### Monuments religieux
- l'église Notre-Dame-de-l'Assomption, église paroissiale[74], date du XVIe siècle et a probablement été construite par les seigneurs de Tymeur en Poullaouen pour remplacer une église antérieure mentionnée en 1363. Elle a subi des transformations depuis, particulièrement en 1689 et 1907 à la suite de la destruction du clocher par la foudre le 20 octobre 1907. L'église, formée d'une nef à vaisseau avec cinq travées, a un clocher à balustrade et un porche saillant. Une inscription se trouve sur le troisième pilier nord : « Cette église ayant auparavant été restaurée et agrandie fut dédiée et consacrée en même temps que le Maître-autel et les autels du Saint-Esprit et du Saint-Rosaire par le très illustre prince de l'Église François de Coëtlogon, évêque et comte de Cornouaille, le 1er jour du mois de mai 1694. ». Le maître-autel date de 1880 mais des tableaux plus anciens y sont intégrés, certains d'inspiration flamande (XVIe siècle) comme les panneaux représentant des scènes de la Passion et d'autres, du XVIIe siècle illustrant les divers Sacrements et le retable des XVIe siècle-XVIIe siècle dont les scènes principales représentent la Nativité, l'Adoration des mages, la Circoncision, la Crucifixion, la montée au Golgotha et la Mise au tombeau. Les autels latéraux portent aussi des retables dont l'un illustre la Pentecôte (il s'inspire d'un tableau de Charles Le Brun daté de 1656 qui se trouvait dans la chapelle du séminaire de Saint-Sulpice[75] à Issy-les-Moulineaux et désormais au Musée du Louvre) et un autre la Confrérie du Rosaire représente la remise du Rosaire par la Vierge Marie et l'Enfant Jésus à sainte Catherine de Sienne et à saint Dominique ; des médaillons représentent les 15 mystères du Rosaire subdivisé en 5 mystères joyeux, 5 mystères douloureux et 5 mystères glorieux. Les fonts baptismaux, à baldaquin supporté par des cariatides, sont ornés d'un bas-relief illustrant le baptême du Christ. Deux petits retables, situés le long de piliers de la nef, représentent l'un saint Laurent, diacre et martyr, l'autre saint Pierre bénissant, avec une clef dans la main gauche. La chaire à prêcher est du XVIIIe siècle et est décorée de scènes religieuses, dont au centre l'Immaculée Conception ; sa rampe est décorée de feuillages. Les stalles sont du XIXe siècle et de style néo-gothique. La voûte lambrissée de la nef présente des scènes de la vie de la Vierge peintes par Herbault en 1750 et les voûtes des bas-côtés des angelots. Une statue représentant la Vierge à l'Enfant, datant du XVIIIe siècle, se trouve à droite du maître-autel. Le Christ en Croix est du XVIIe siècle : la hampe et la traverse s'achèvent par des Fleurs de lys. L'église possède aussi de nombreuses statues dont celles de sainte Catherine de Sienne, de saint Dominique, de saint François d'Assise et de Notre-Dame de Cléden[24]. Le côté ouest montre un squelette tenant un phylactère et une faux, et le côté est un ange avec un phylactère. On voit dans l'église les blasons des familles De Saisy de Kérampuil et Du Laz. Deux sacristies jumelées, accolées de chaque côté du chevet de l'église, ont un plan carré et un toit à l'impériale. L'enclos paroissial possède un ossuaire du XVIe siècle de style gothique et renaissance, un calvaire en kersanton[76] daté de 1575 et dû à la générosité de Gilles de Kerampuil (avec plusieurs groupes statuaires représentant la Flagellation, le Portement de Croix, Dieu le Père tenant son Fils inerte, les deux Larrons, etc.)[77] et une croix datée du XVIe siècle.

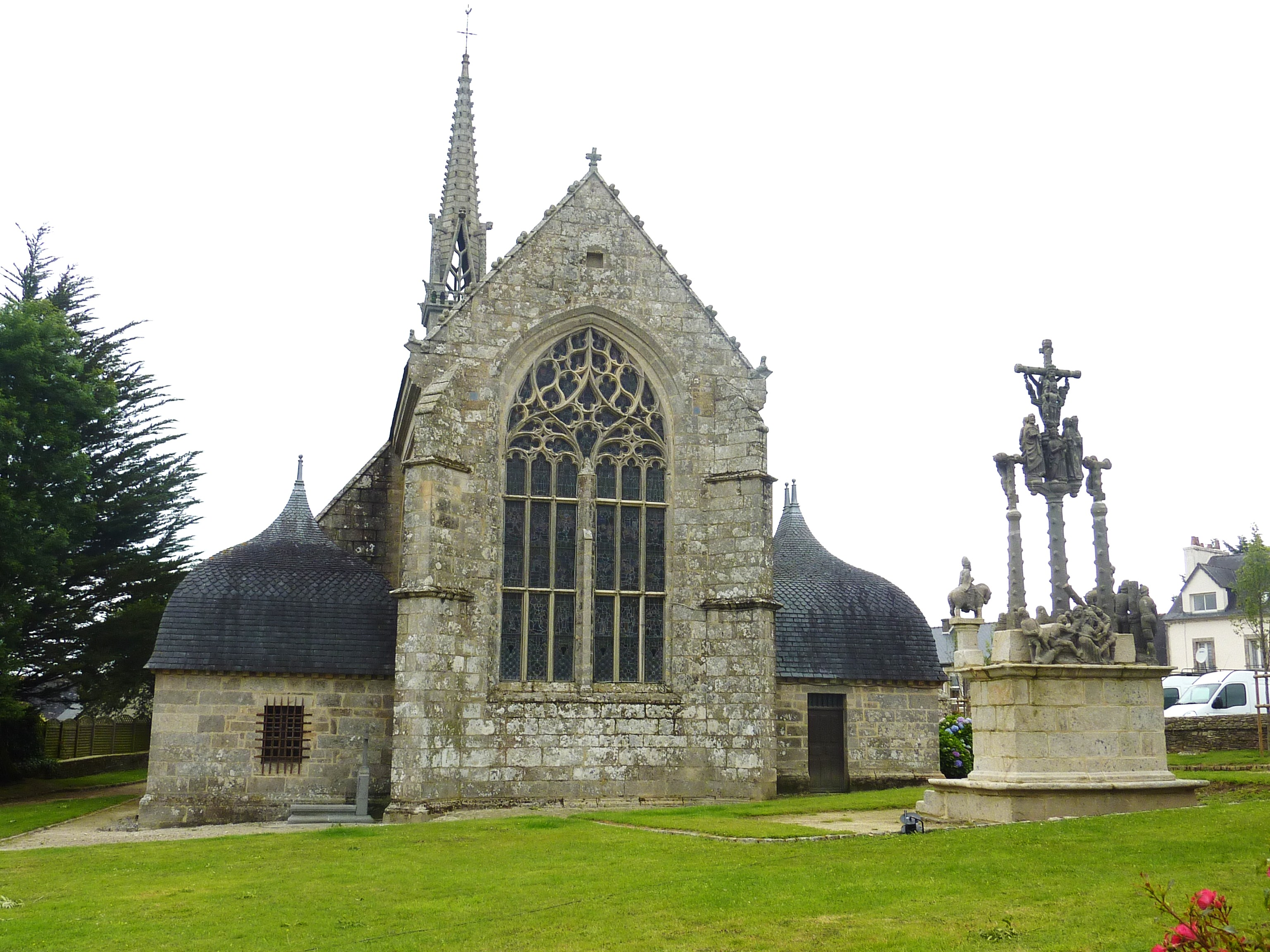
Église paroissiale et le calvaire.
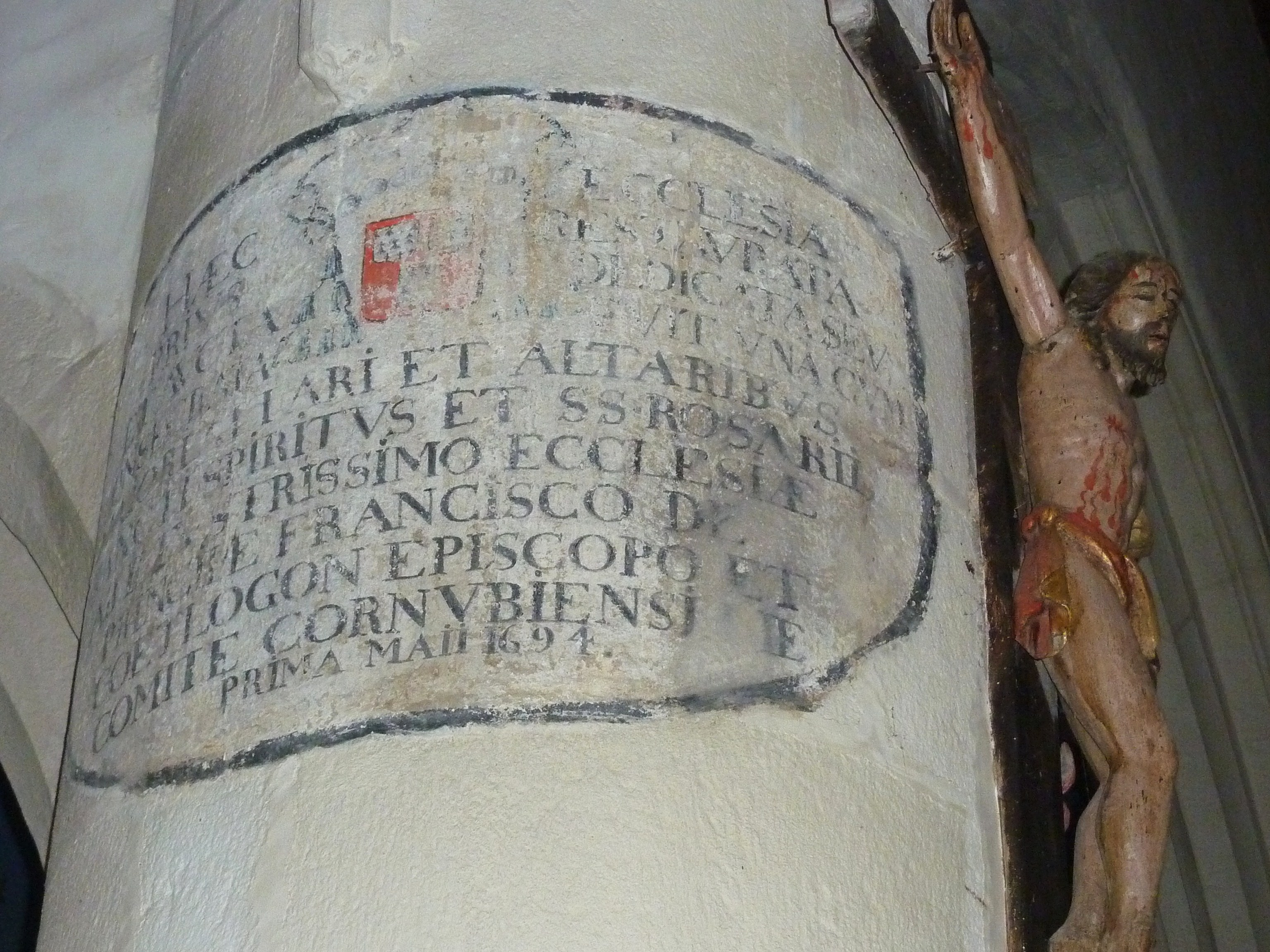
L'inscription de 1694 et le Christ en croix.
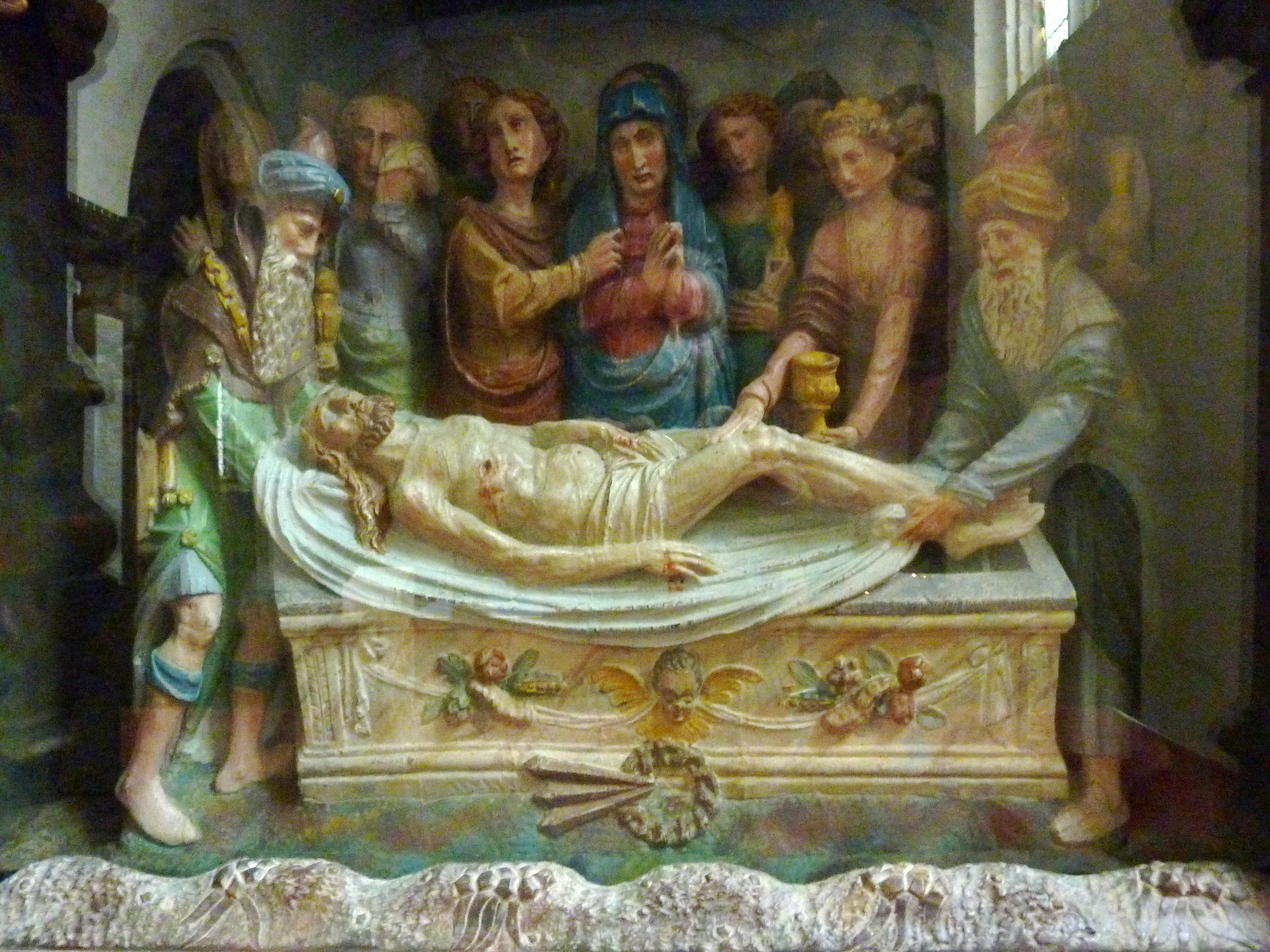
Église paroissiale, retable du maître-autel, la Mise au Tombeau.
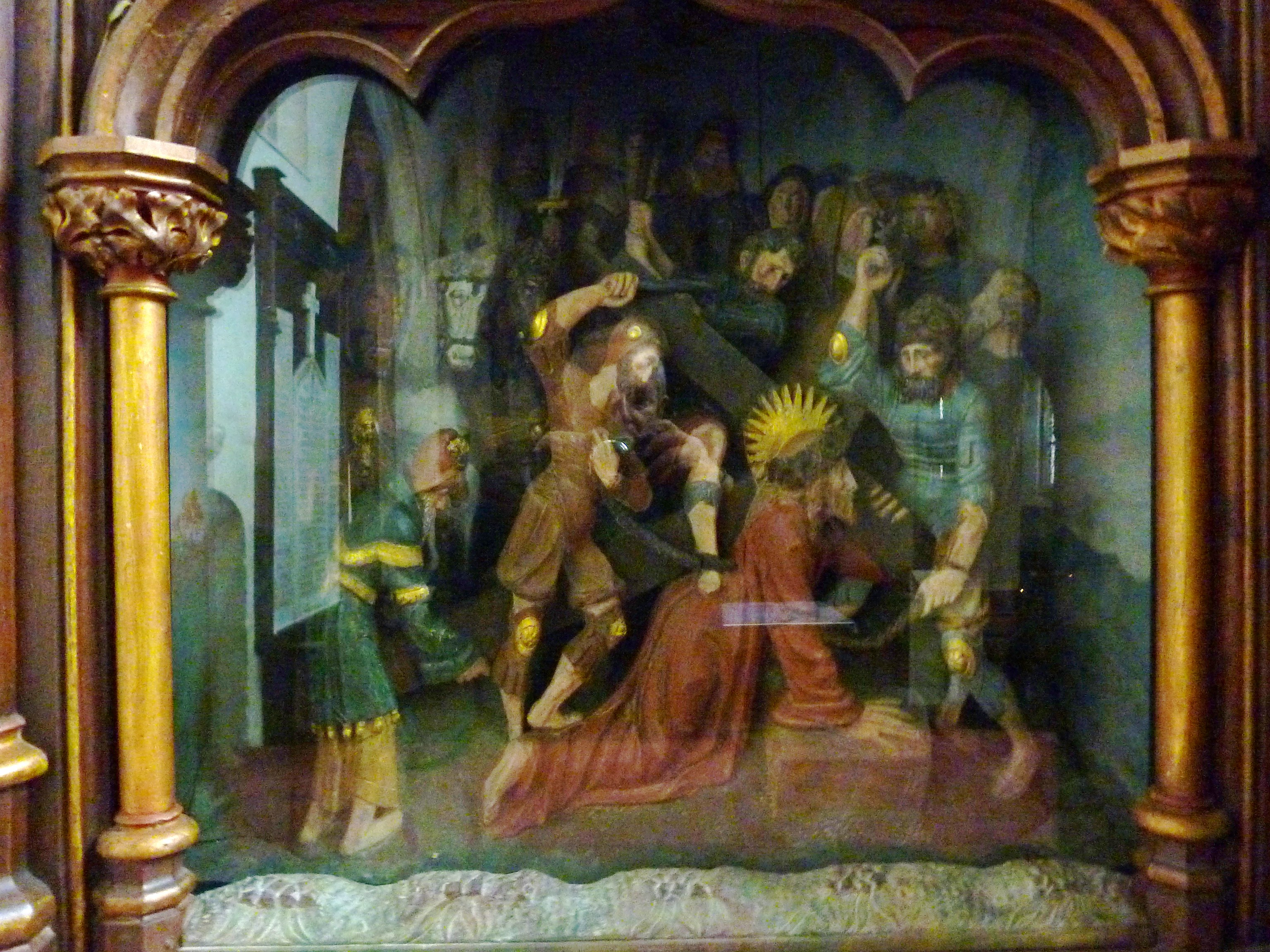
Église paroissiale, retable du maître-autel, la Flagellation.
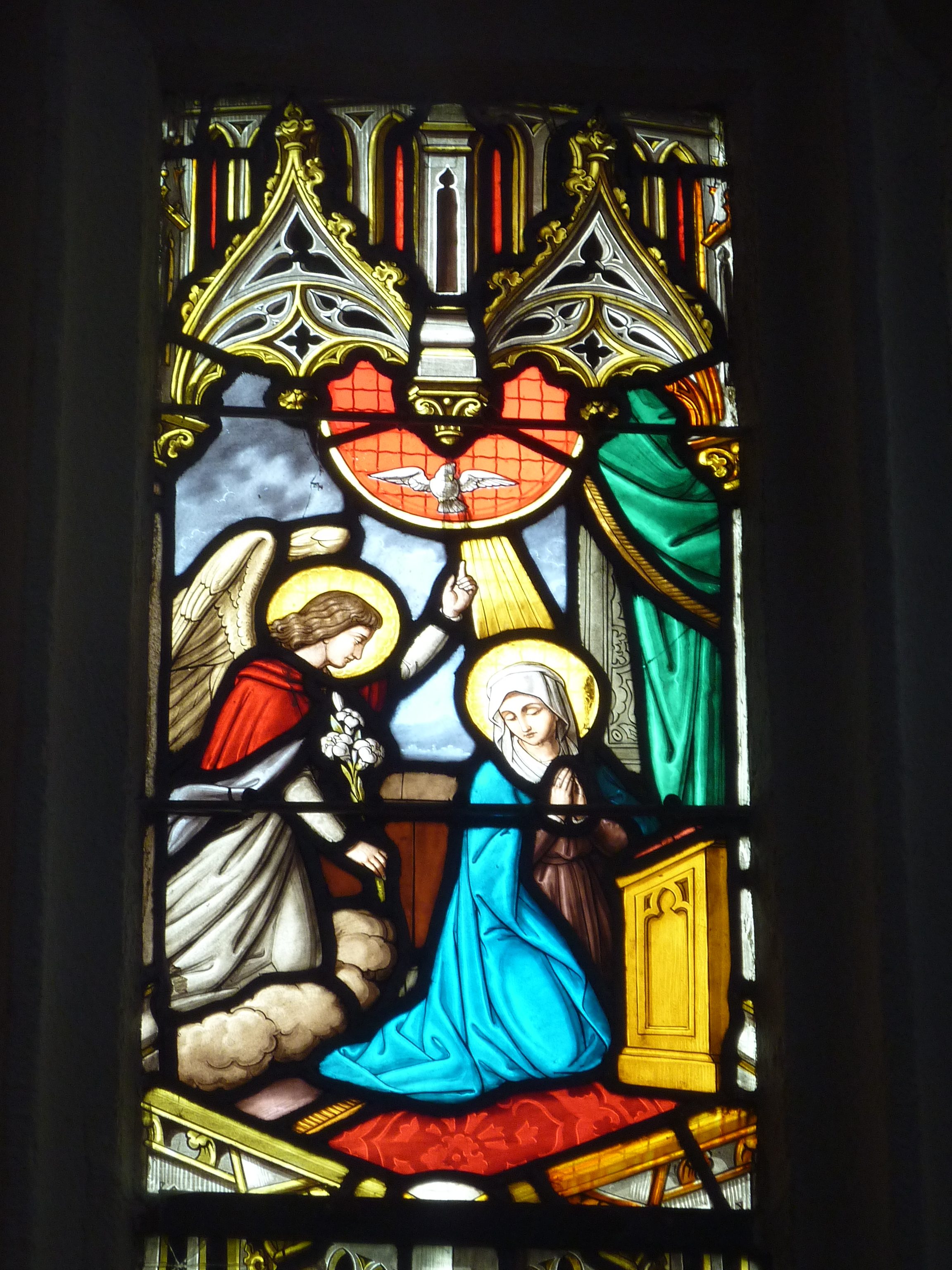
Église paroissiale, vitrail de L'Annonciation.
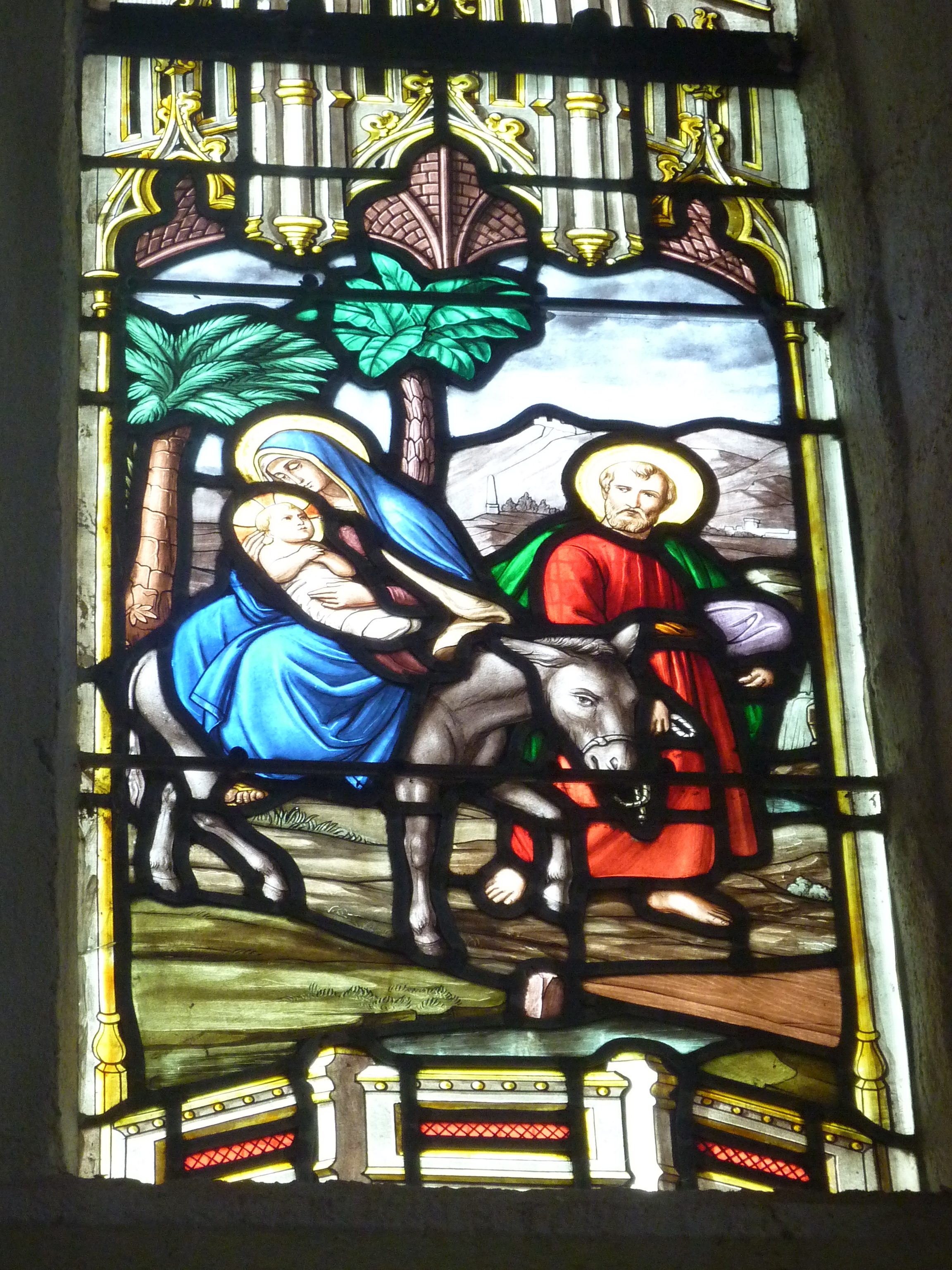
Cléden-Poher : église paroissiale, vitrail de la Fuite en Égypte.
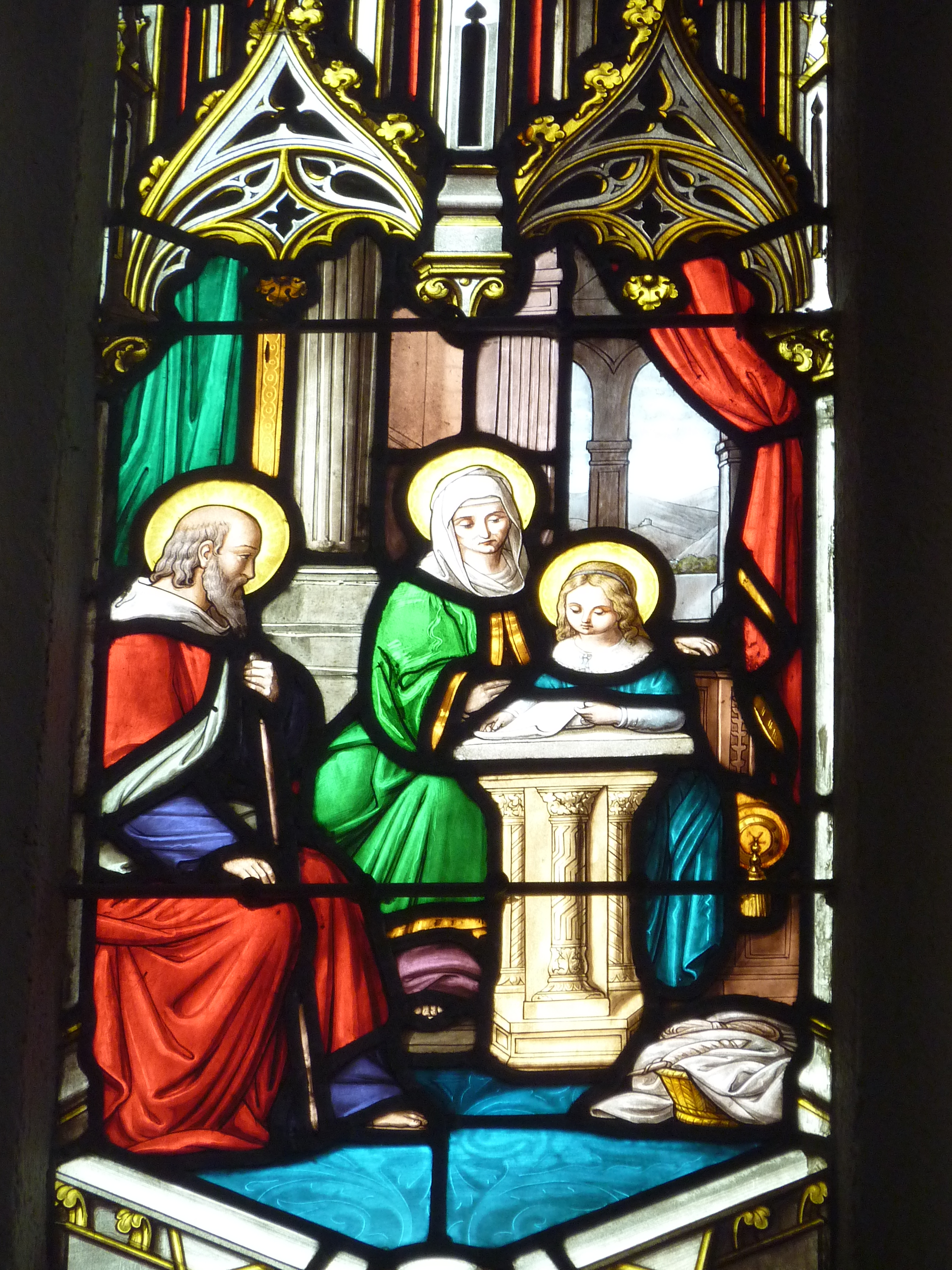
Église paroissiale, vitrail de la Présentation au Temple.
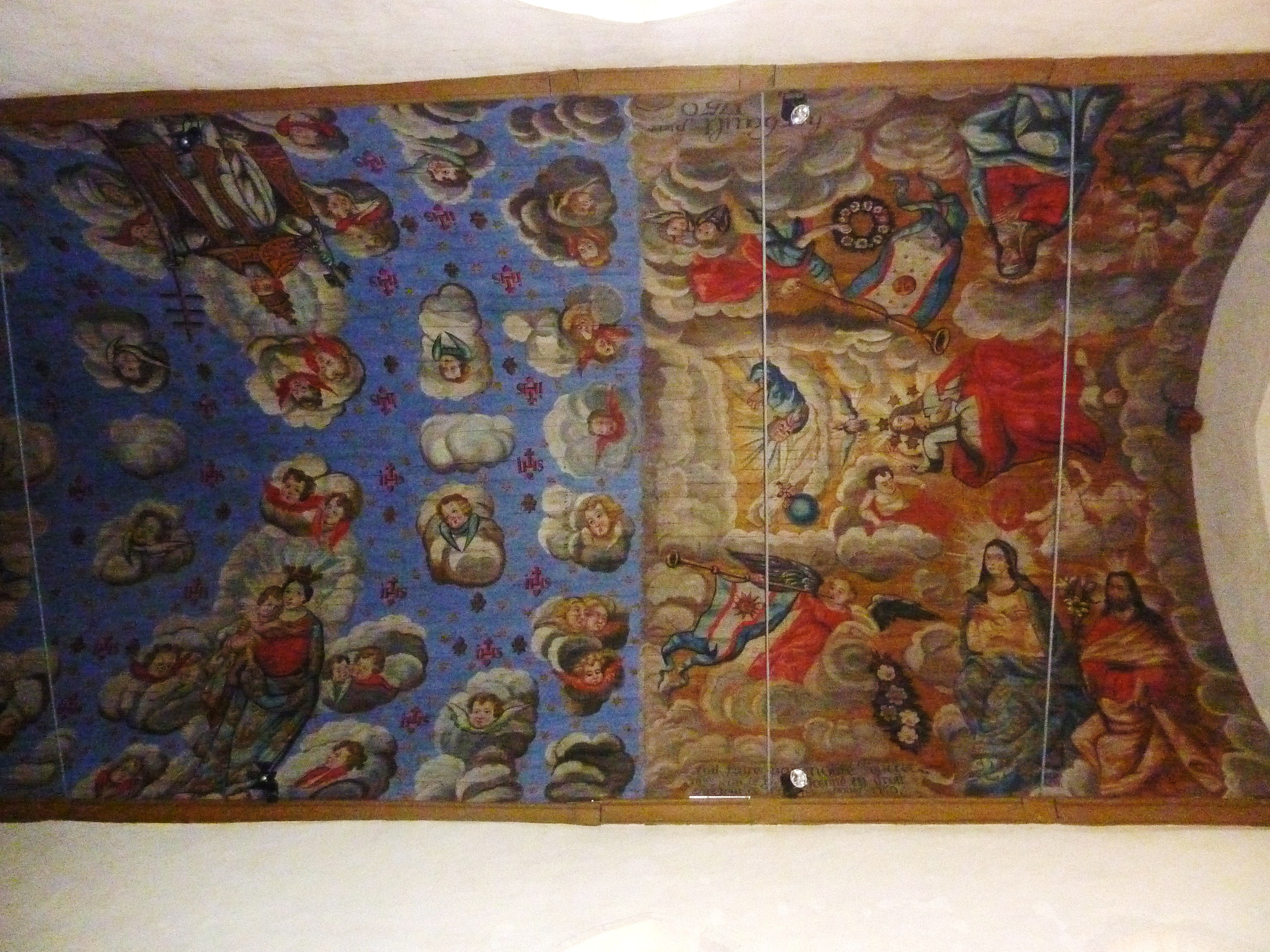
Église paroissiale, plafond peint (partie au-dessus du chœur).
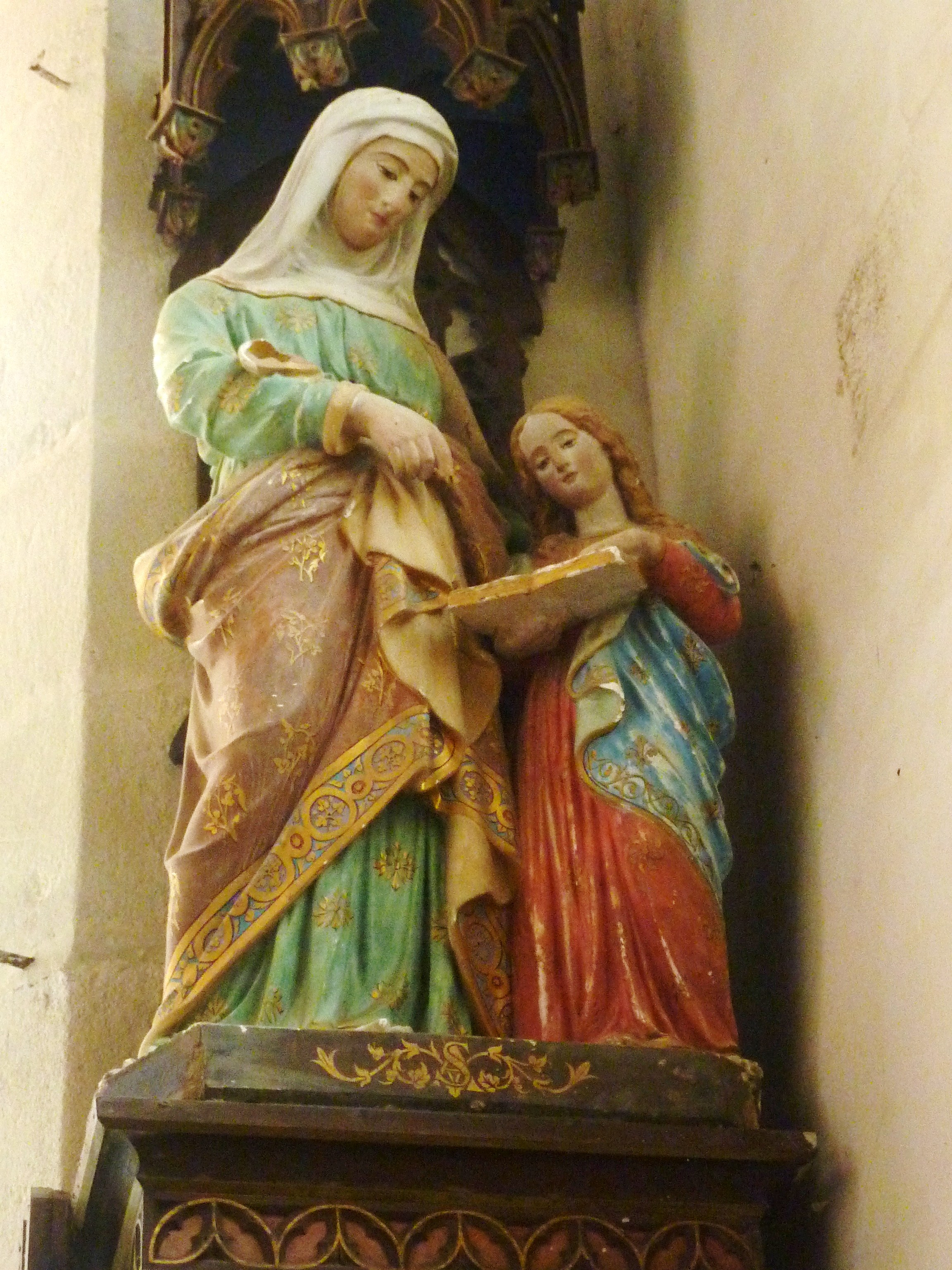
Vierge à l'Enfant.
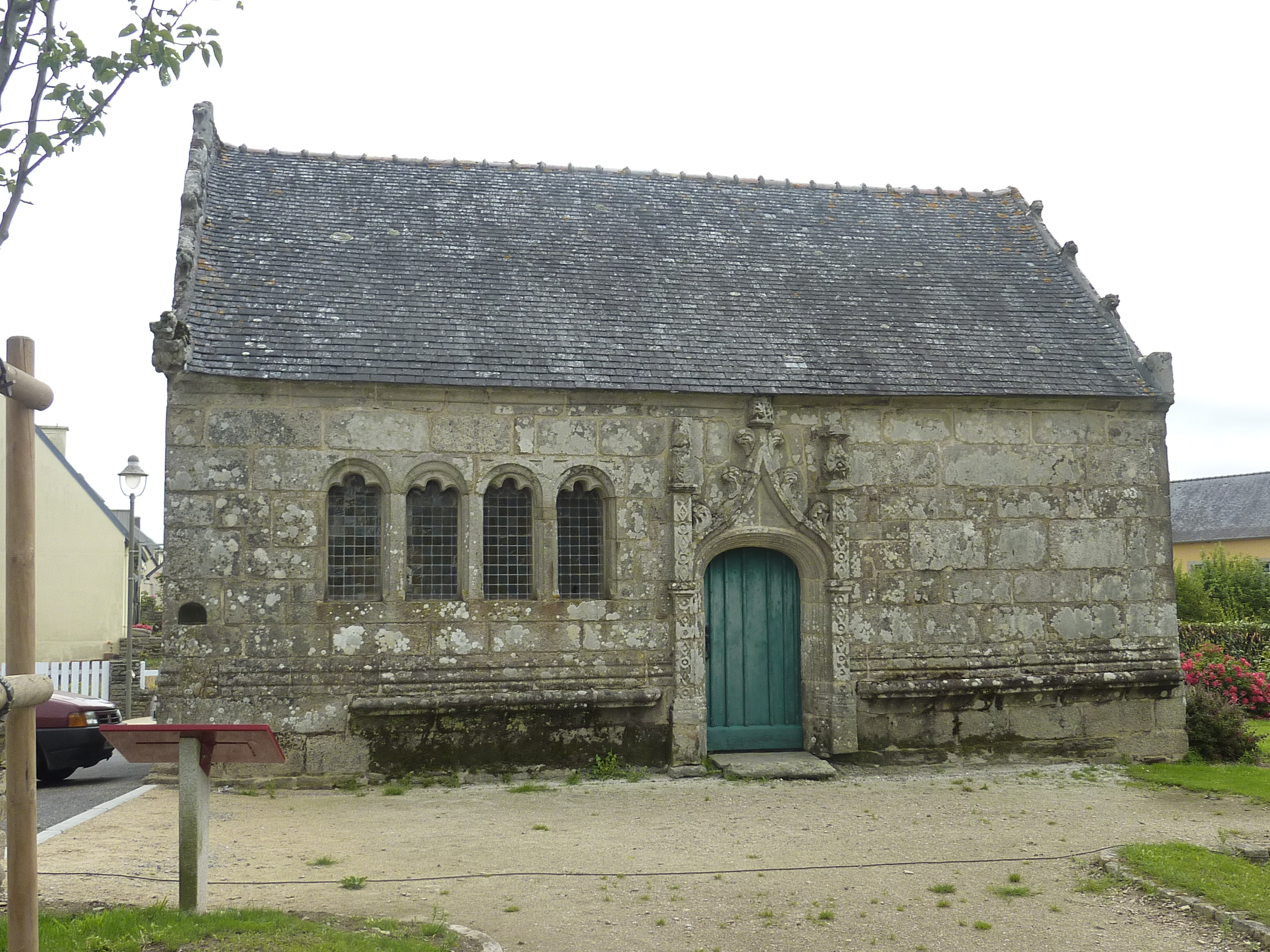
L'ossuaire.

L'église et l'enclos paroissial avec son mur de clôture, le calvaire et l'ossuaire ont été classés Monuments historiques par arrêté du 20 janvier 1983. Le cimetière de l'enclos paroissial a été transféré à l'extérieur du bourg en 1960.
- La chapelle Sainte-Anne est située dans l'enceinte du manoir de Pratulo.
- la chapelle Notre-Dame du Mur date du XVIIe siècle ; à plan rectangulaire terminé par un chevet à trois pans, elle a un petit clocher à dôme et lanternon. Son mobilier intérieur est en assez mauvais état. La sacristie date de 1749[78].

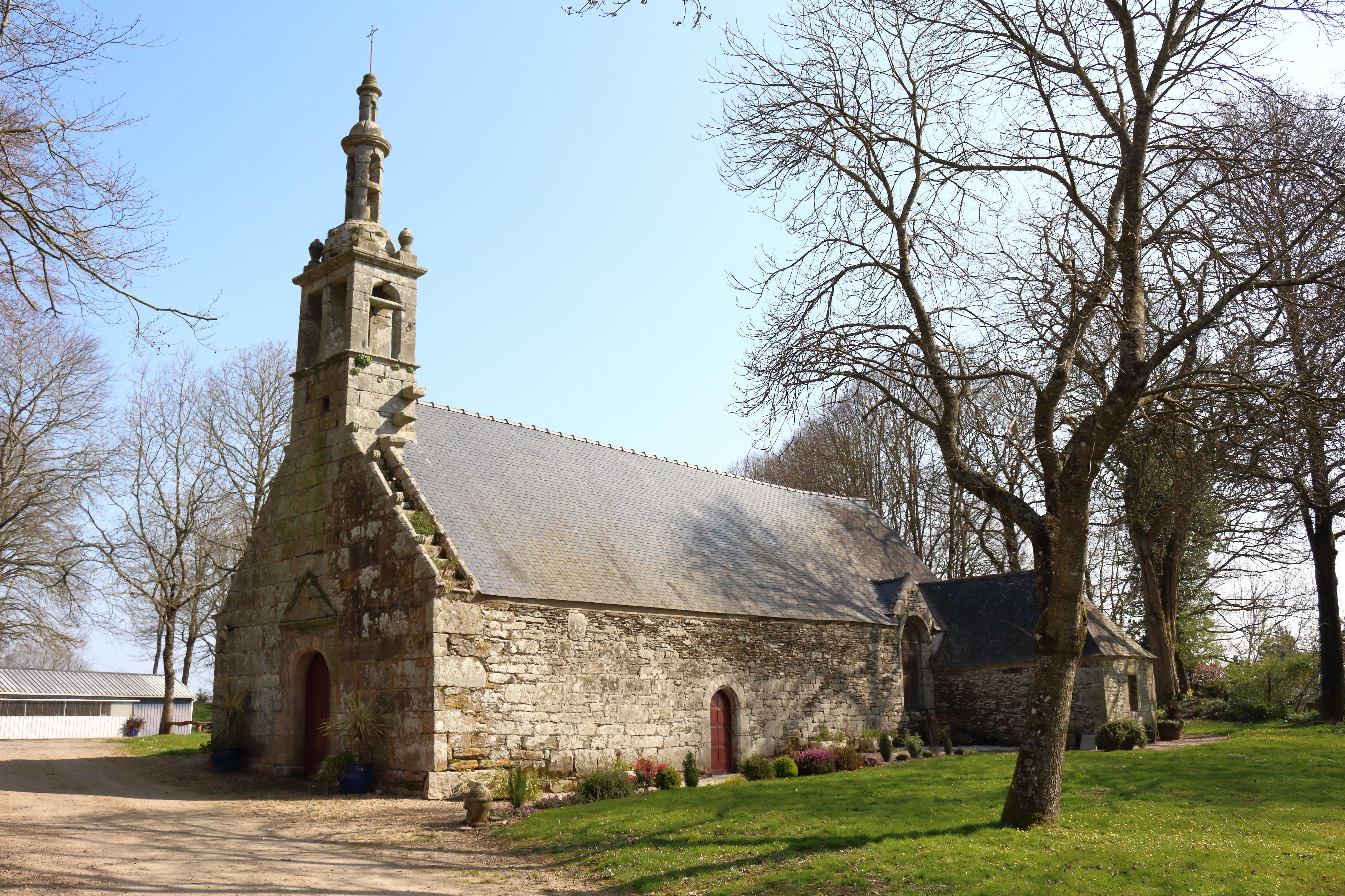
Chapelle Notre-Dame du Mur : vue extérieure d'ensemble.
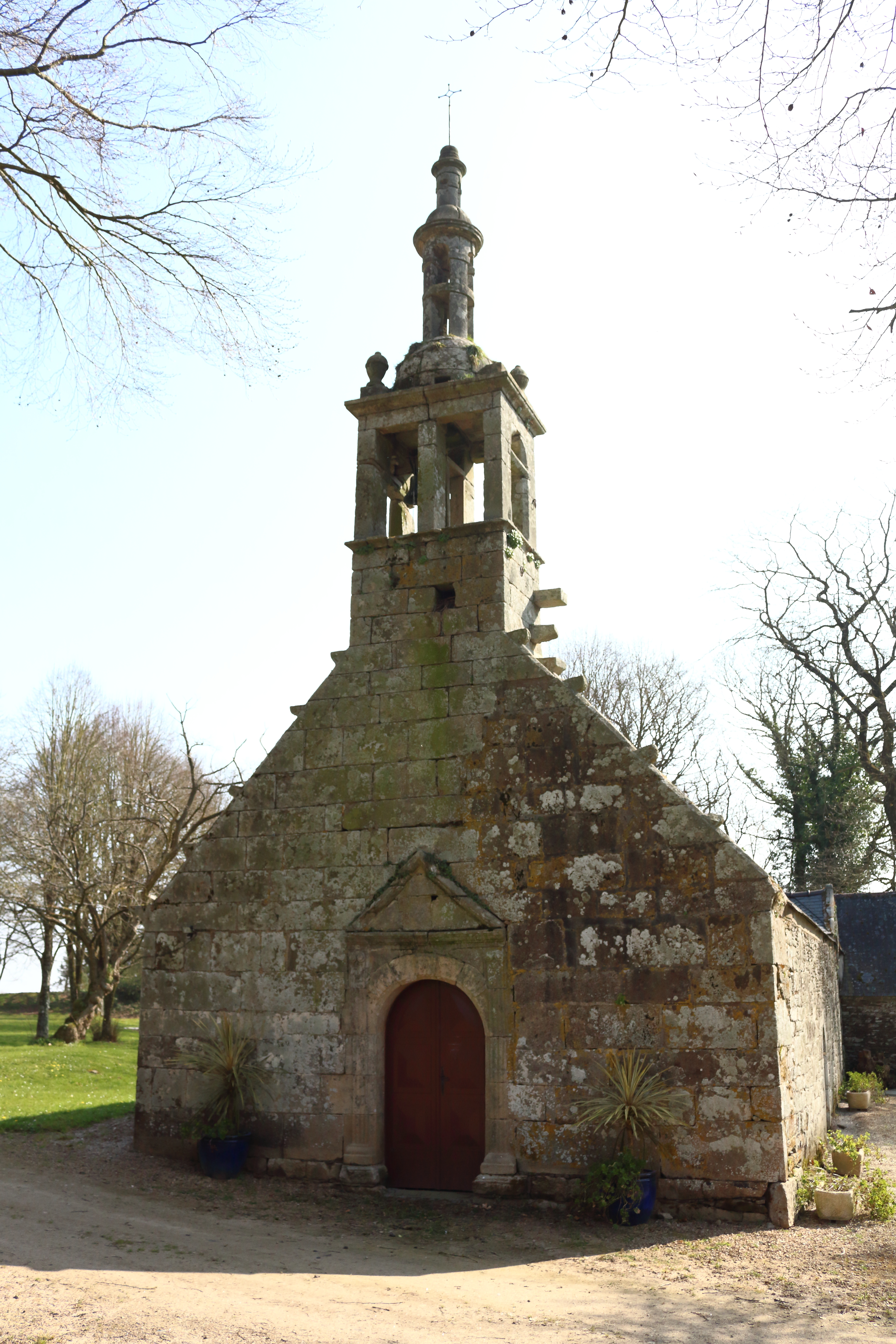
Chapelle Notre-Dame du Mur : la façade.
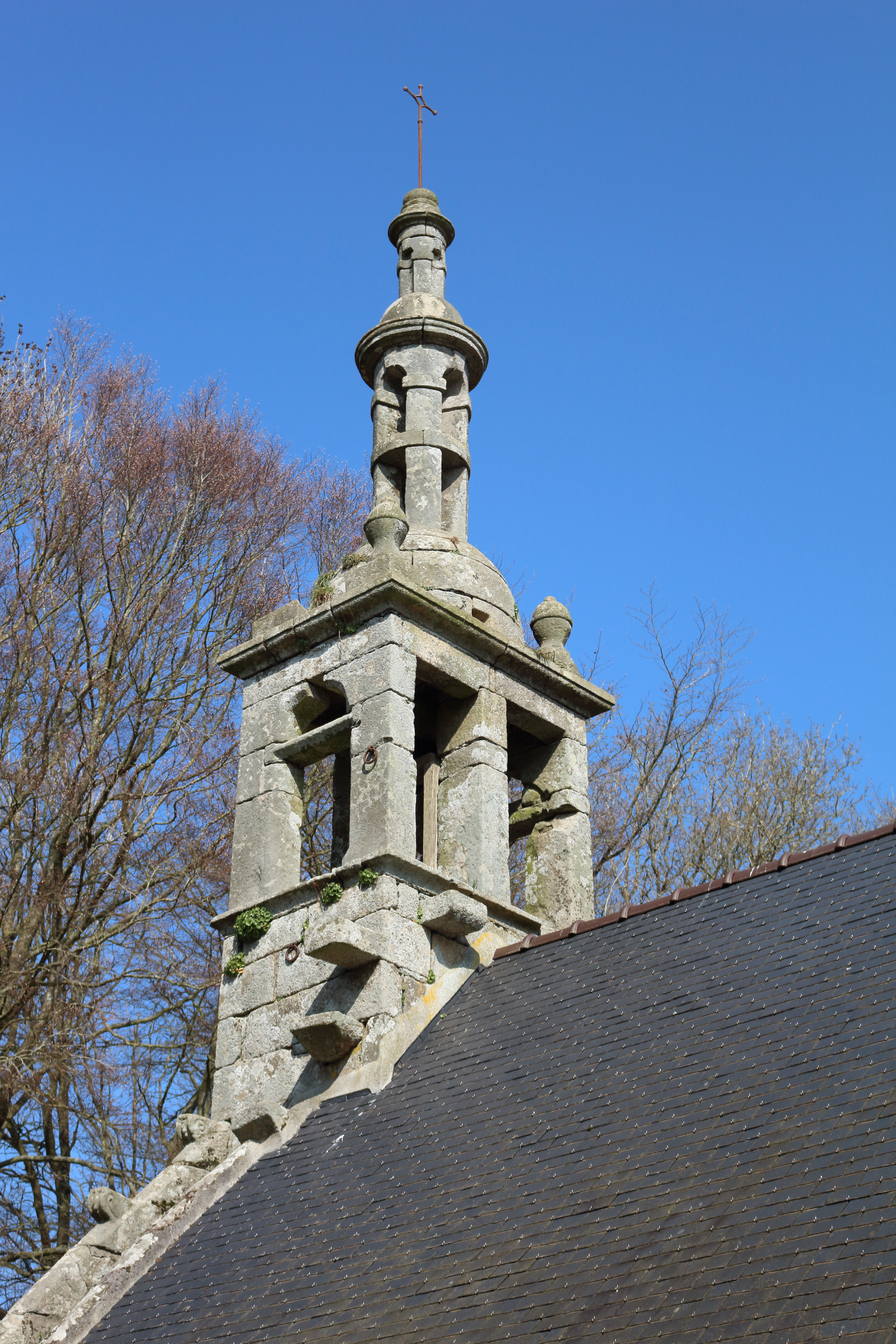
Chapelle Notre-Dame du Mur : le clocher.

- des chapelles ont disparu : la chapelle Saint-Roc'h, détruite vers 1930, dominait la vallée de l'Hyère face au hameau du Moulin-du-Roi ; la chapelle Saint-Candide (honorant en fait saint Languis, confondu localement avec saint Candide[Lequel ?]).
- d'autres croix et calvaires existent sur le territoire communal comme le calvaire de Botaval[76], daté de 1640, mais mutilé.

### Monuments civils

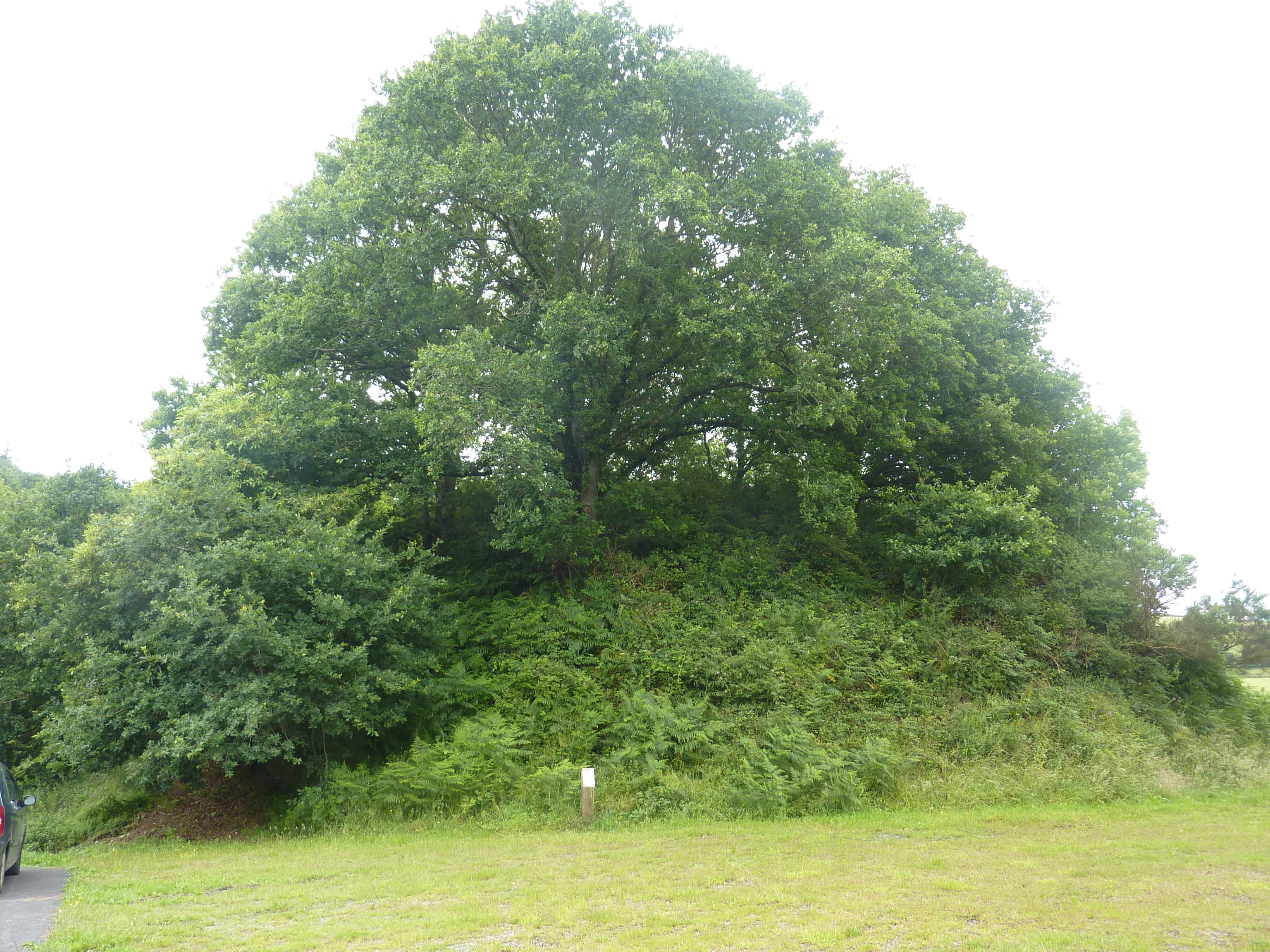
La motte féodale de La Roche.

- l'oppidum du Mur, probablement d'époque gallo-romaine, mais peut-être plus ancien[79].
- la motte féodale de La Roche date du XIe siècle[80].
- le château de Pratulo[81]. L'ancien manoir était possédé au XVe siècle par la famille Le Glas. Il fut reconstruit sous le règne de Louis XV par la famille Musuillac (ou Muzillac). La propriété appartint par le passé à la seigneurie de Châteaugal en Landeleau et fut acheté en 1808 par Joseph-François Jégou du Laz, lequel fut compromis après la Révolution de Juillet dans le mouvement carliste (partisans de Charles X), auquel il participa. Un nouveau château fut construit dans la deuxième moitié du XIXe siècle. Ce château a été incendié partiellement en 1944. Des descendants de la famille Jégou du Laz en sont toujours propriétaires.

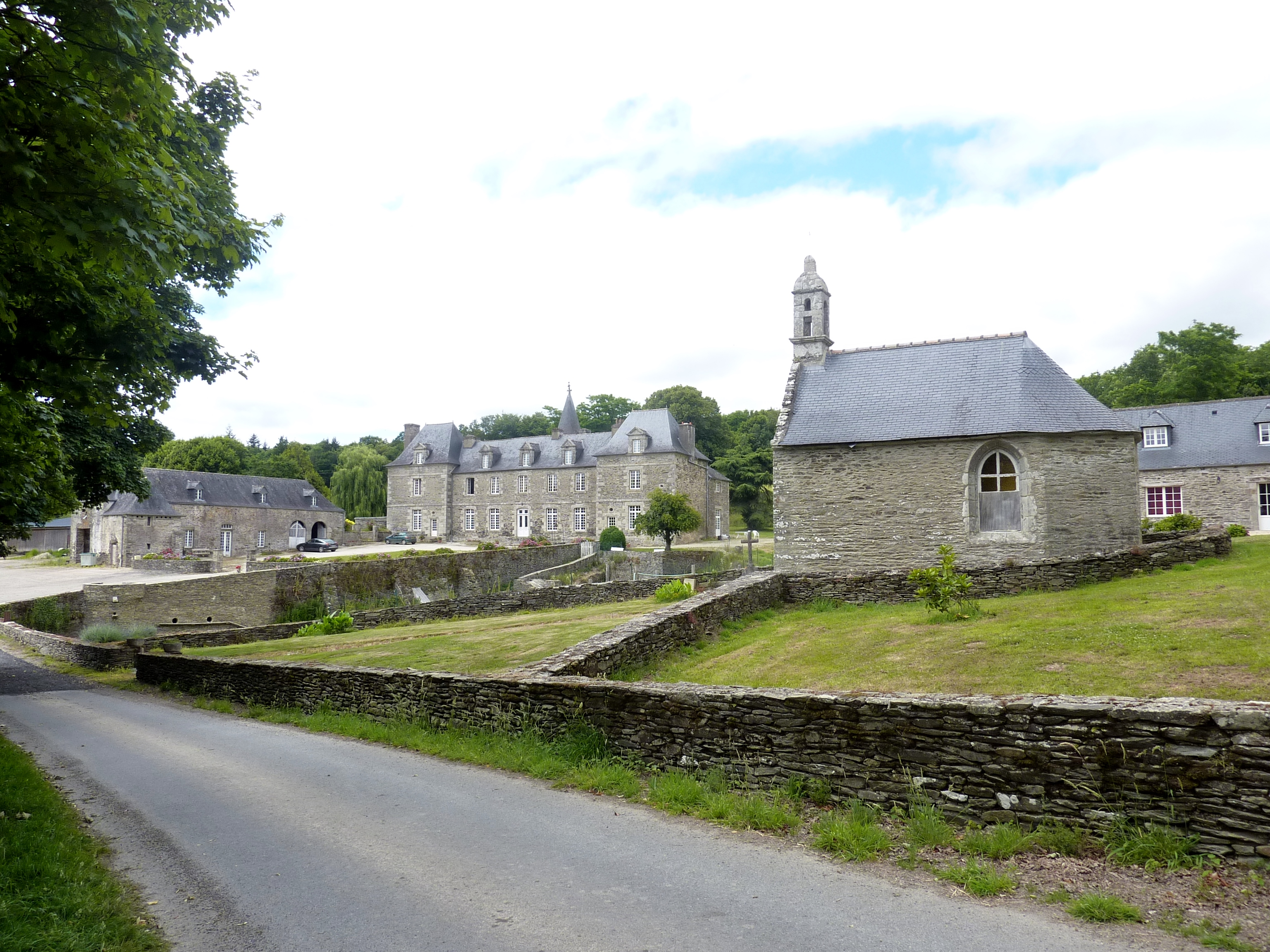
Le château de Pratulo : vue extérieure d'ensemble 1.
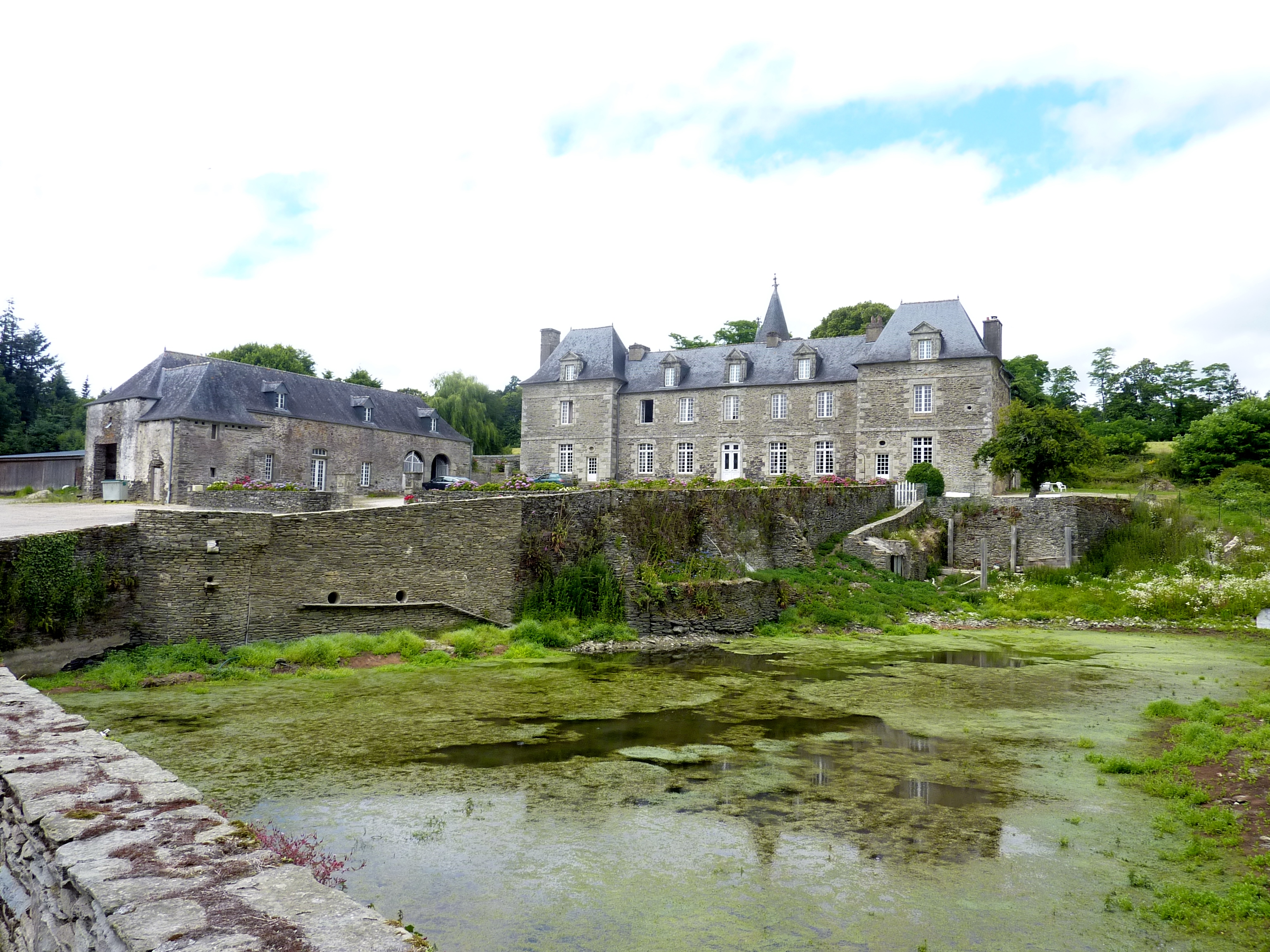
Le château de Pratulo : vue extérieure d'ensemble 2.
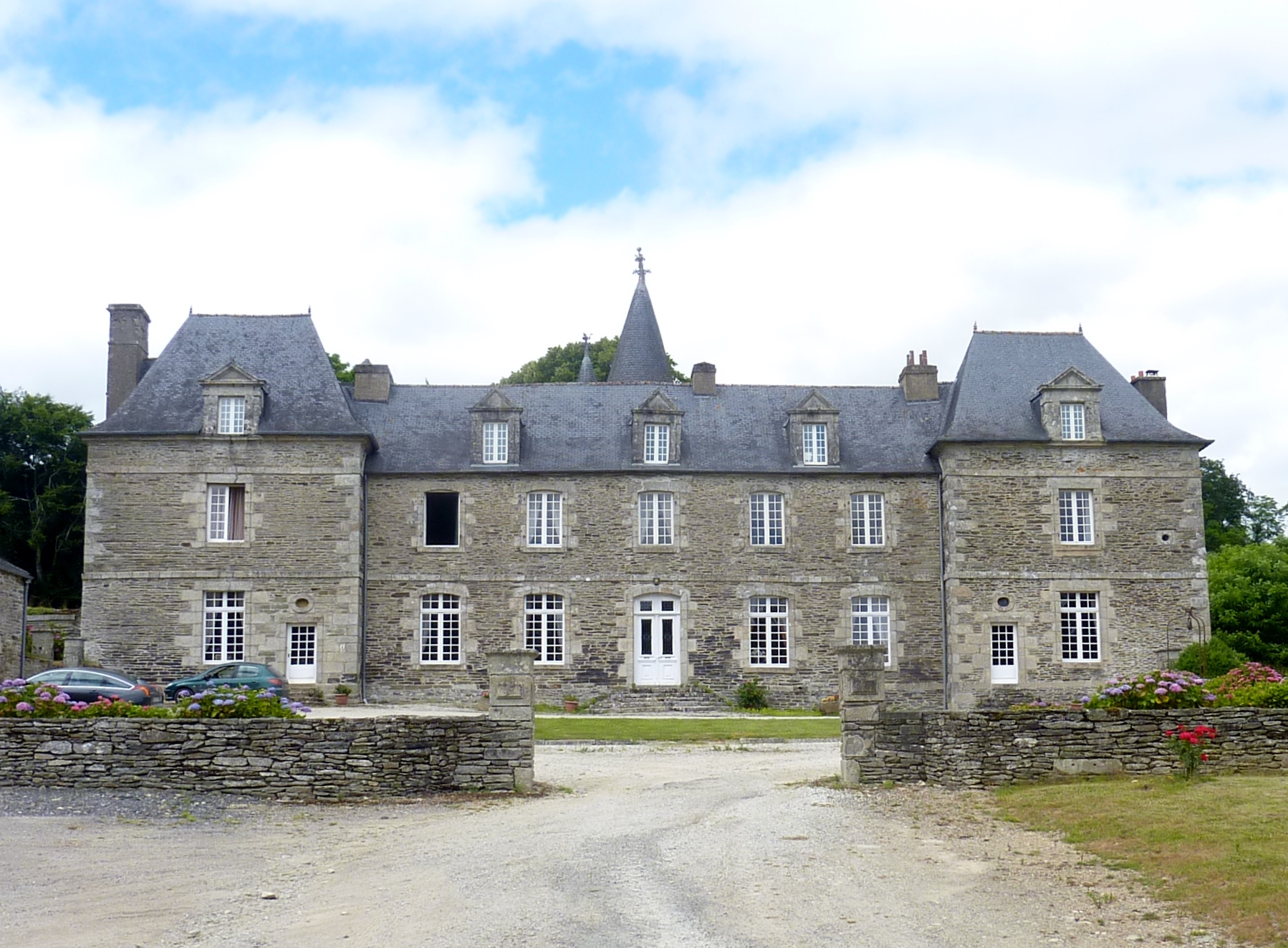
Le château de Pratulo : le logis principal, vue extérieure.
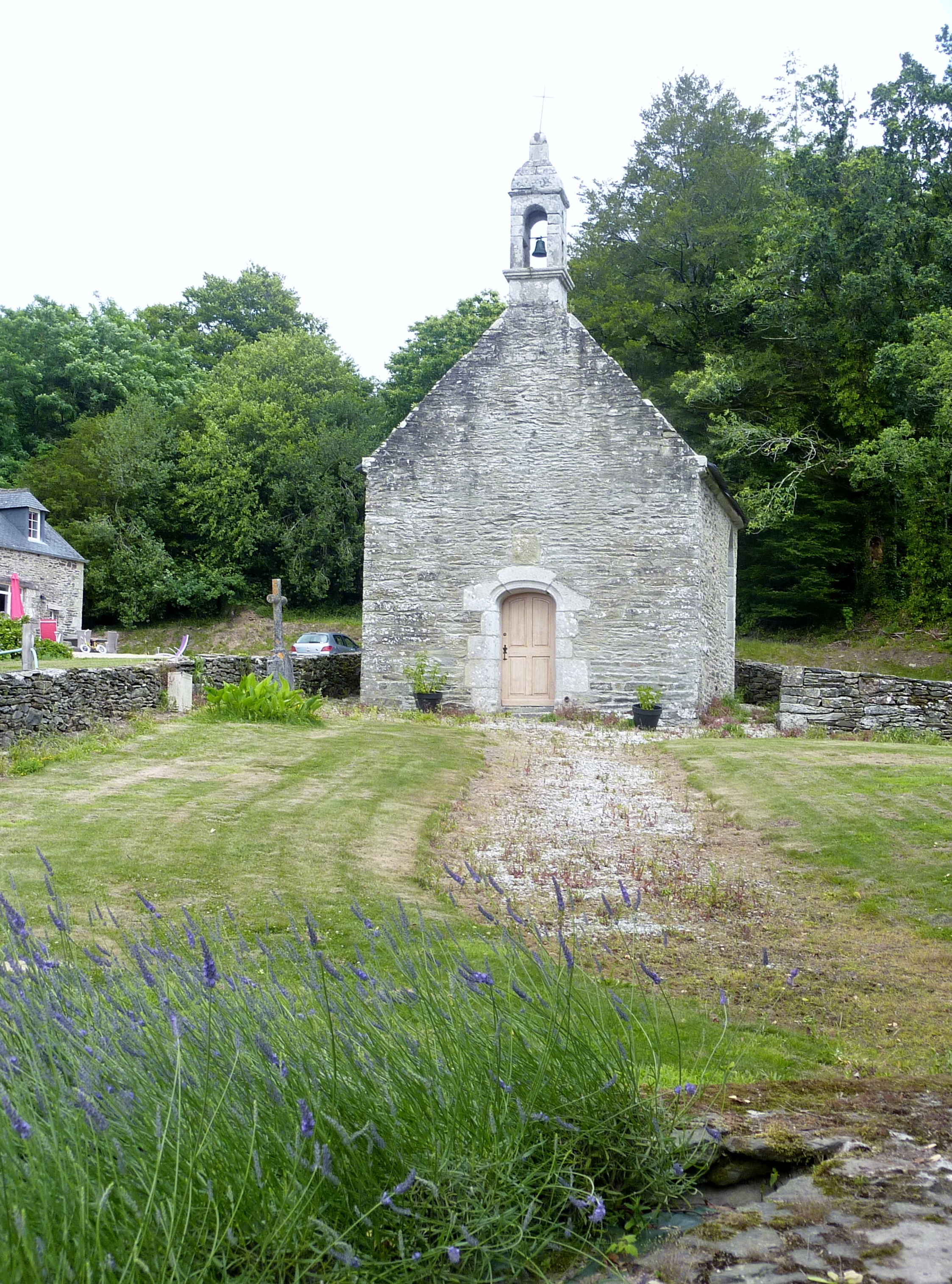
Le château de Pratulo : la chapelle.
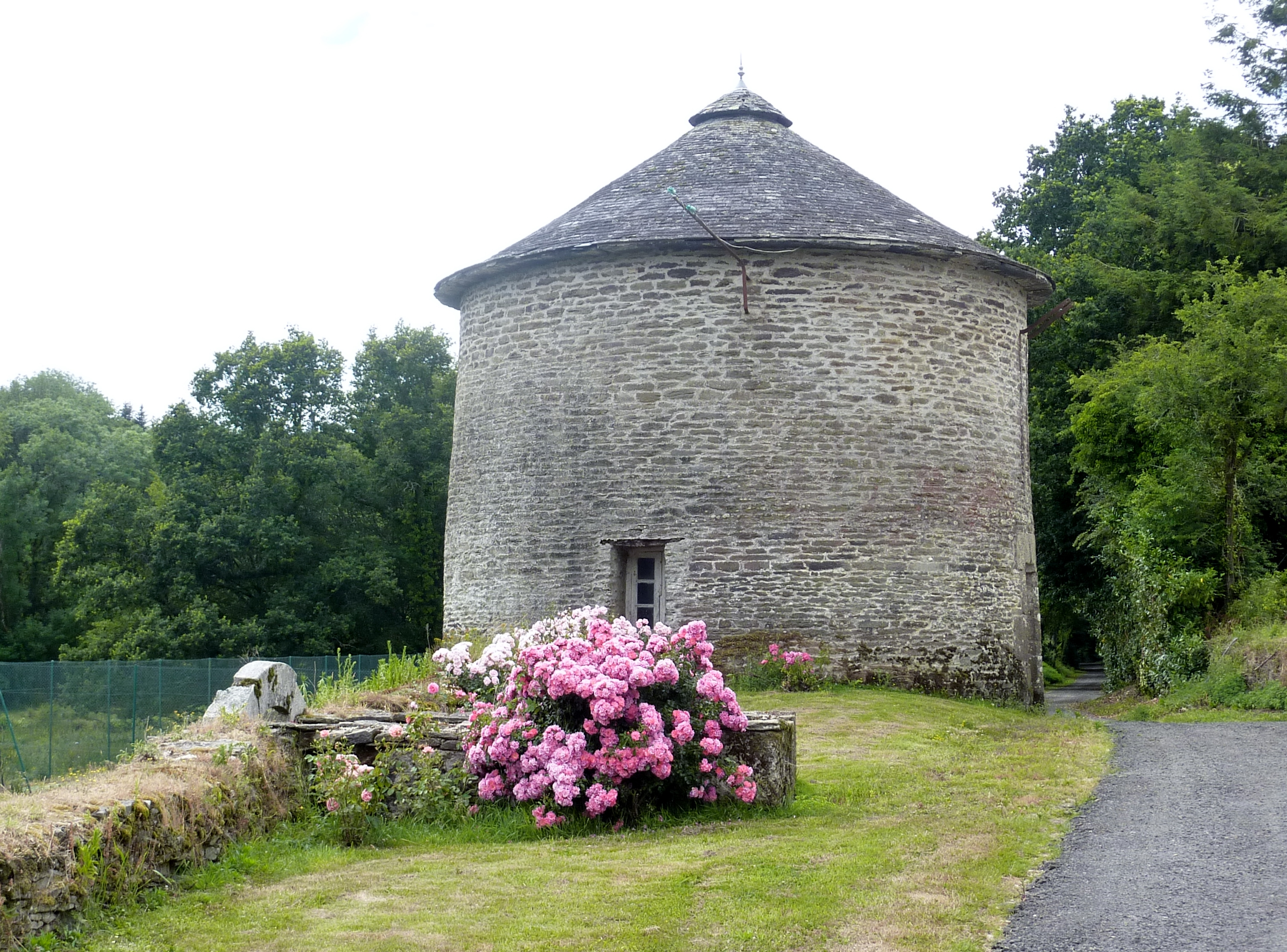
Le château de Pratulo : le pigeonnier.
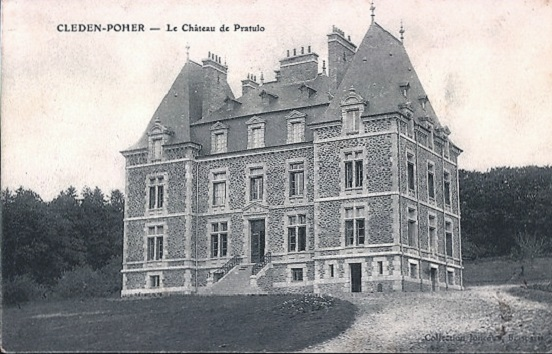
Pratulo : le château moderne construit en 1906, mais brûlé en 1946 (carte postale de François Joncour).

- le manoir de Langantec date des XVIe et XVIIIe siècles, la façade principale datant au moins partiellement de 1719[82].
- le manoir du Ster, inscrit partiellement au titre des monuments historiques par arrêté du 2 février 2009[83].
- le manoir de la Haie Louis : sa façade est datée de 1608[84].
- la fontaine due au sculpteur Le Goarnig.
- La maison éclusière de Pont-Triffen a été transformée en « Centre d'interprétation du canal » et propose une exposition sur la partie finistérienne du canal de Nantes à Brest[85].
- La gare d'eau de Pont-Triffen est située à la confluence de l'Aulne et de l'Hyères ; son quai fait plus de 100 mètres de long[86]
- D'autres maisons éclusières : celles de Lesnévez[87], du Stêr[88], de Stêrvallen[89], de Kergoff[90].

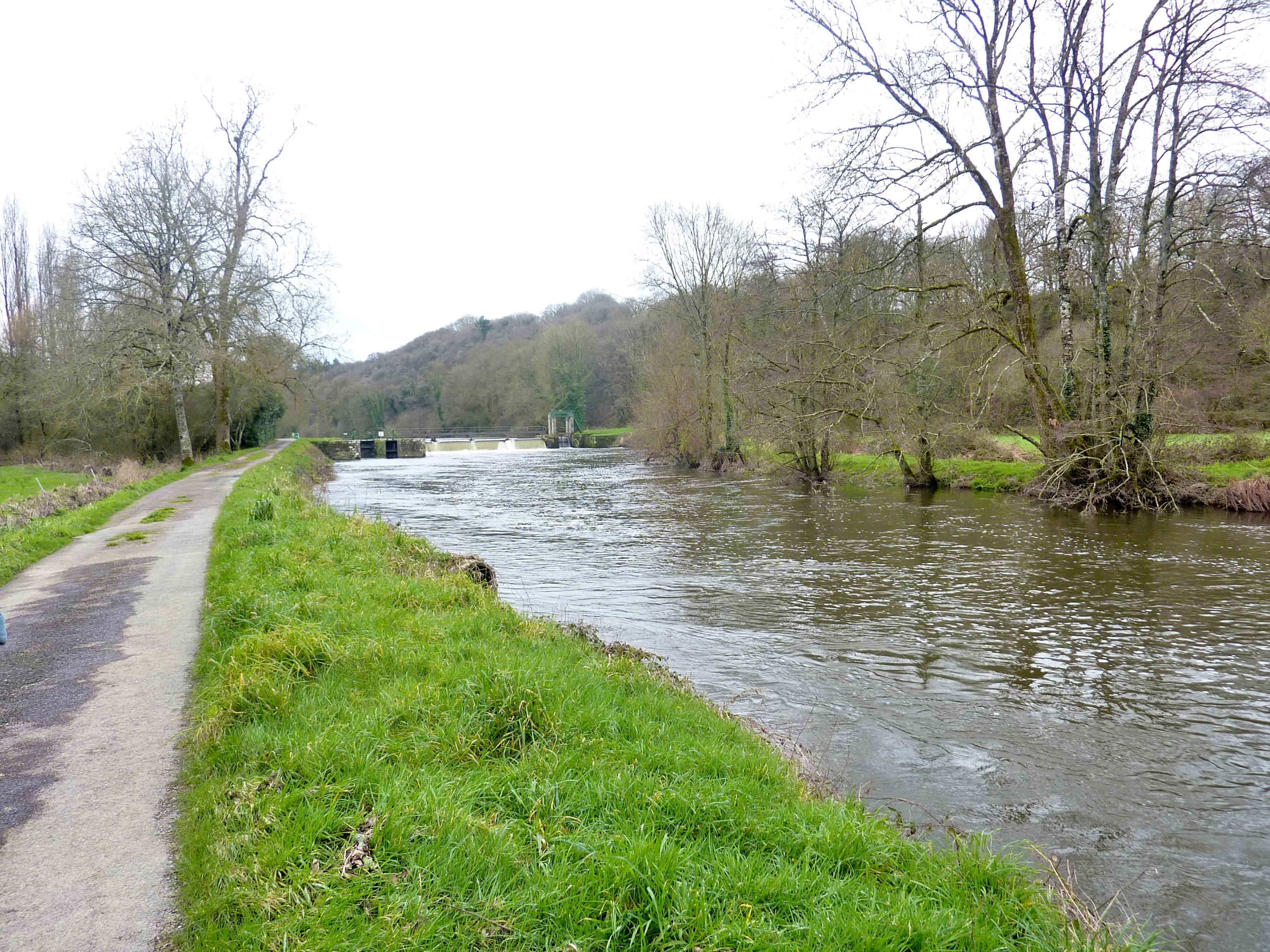
Canal de Nantes à Brest (Hyères) canalisée : l'écluse de Lesnévez en Cléden-Poher ; l'autre rive (à droite sur la photo) faisant partie de la commune de Spézet.
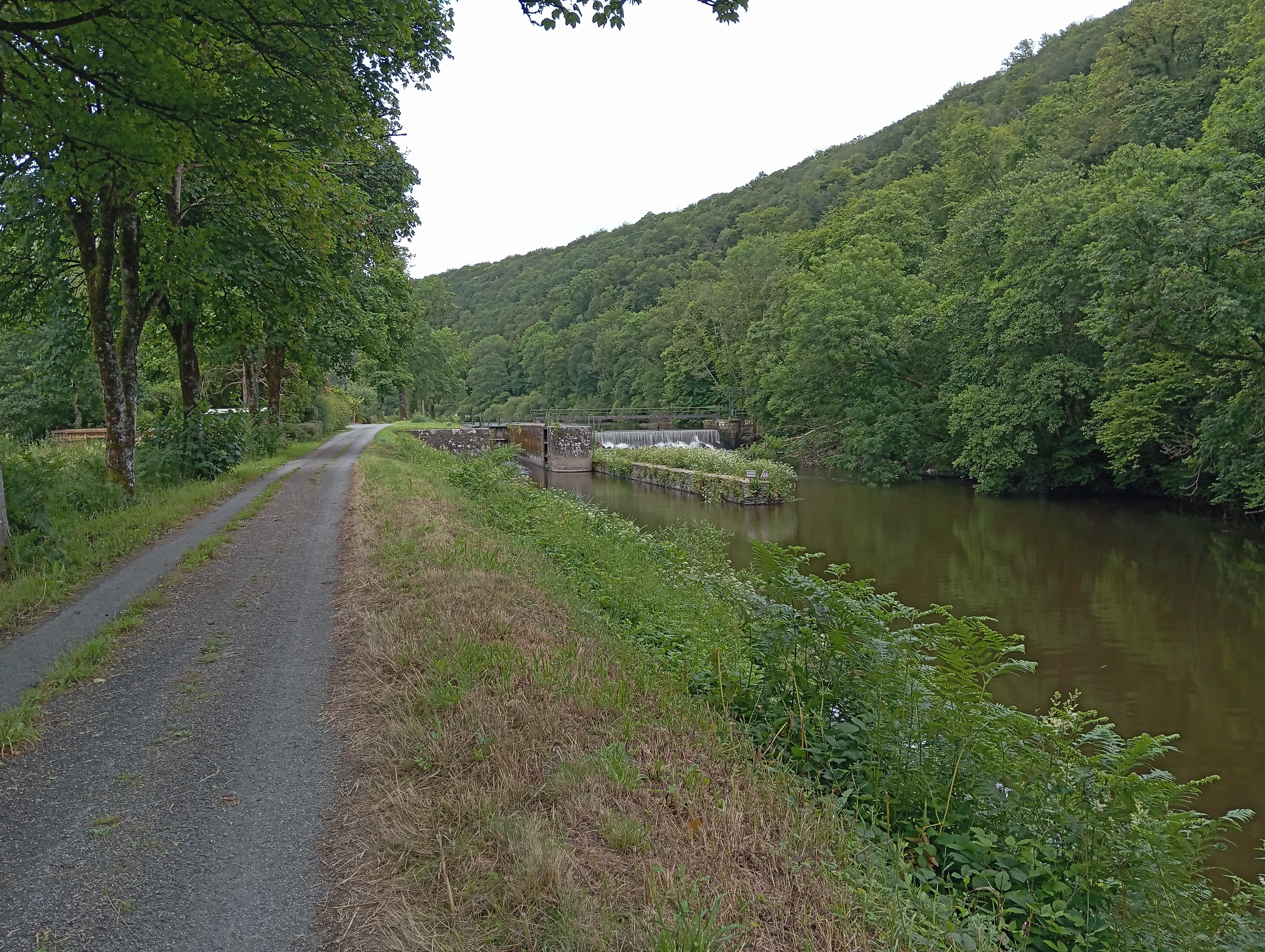
Canal de Nantes à Brest  (Hyères canalisée) ; l'écluse de Kergoff en Cléden-Poher ; le côté droit de la photographie est en Saint-Hernin.
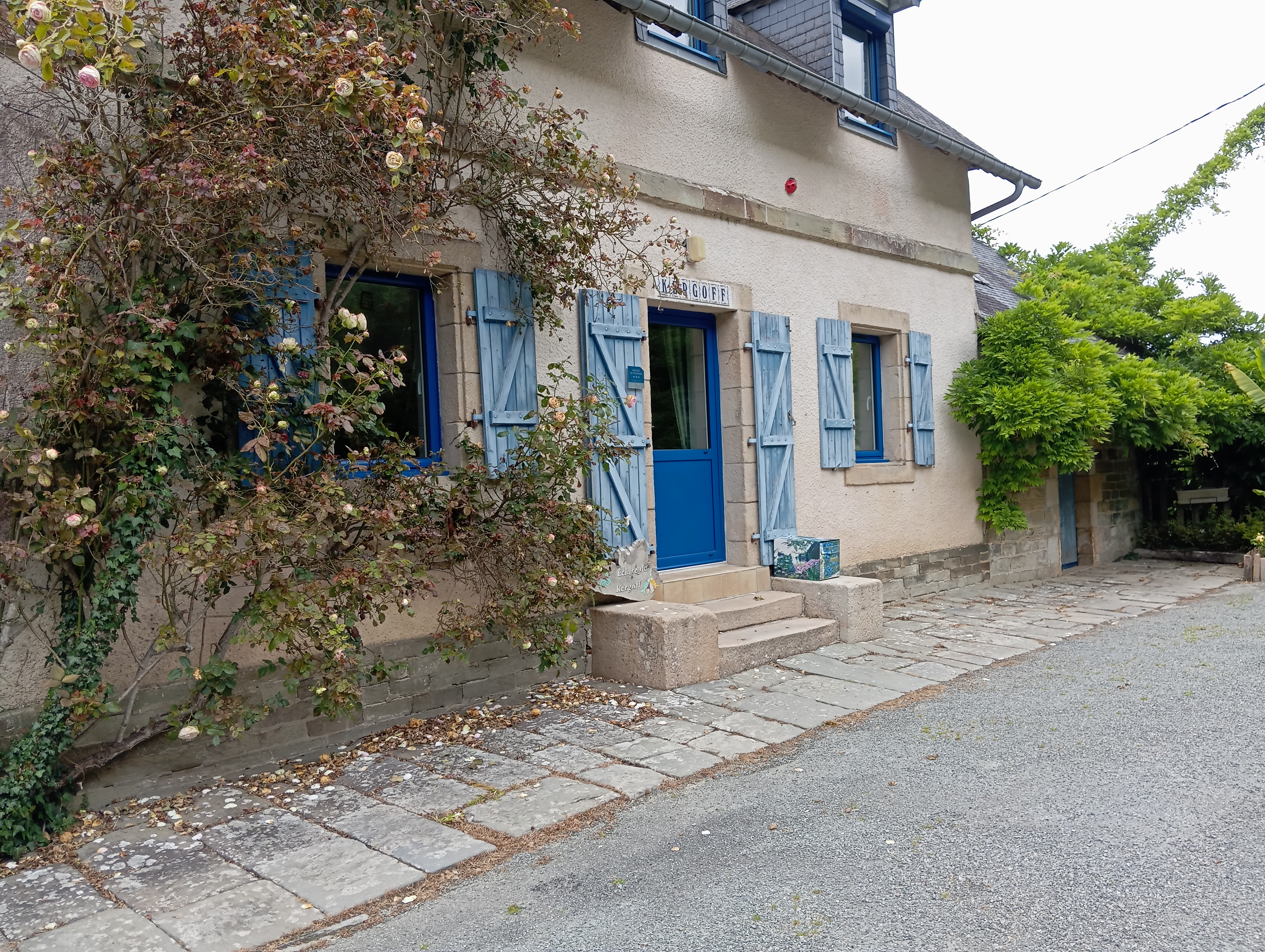
La maison éclusière de Kergoff.

- Quelques maisons et fermes présentent un intérêt patrimonial, notamment l'ensemble de trois maisons de Kerdivoal[91].
- Le pont de l'ancienne ligne de chemin de fer du Réseau breton allant de Carhaix à Châteaulin à Pont-Triffen[92].

## Usine de méthanisation
Le 27 juillet 2011 est annoncé un projet d'usine de méthanisation d'une puissance de 2 MW, la plus importante en France.